# Huadanosaurus
Huadanosaurus (il cui nome significa "lucertola di Huadan") è un genere estinto di dinosauro teropode simili a un compsognathide vissuto nel Cretaceo inferiore, circa 125 milioni di anni fa (Barremiano), in quella che oggi è la Formazione Yixian della Cina. Il genere contiene una singola specie, la specie tipo H. sinensis, nota per uno scheletro quasi completo che conserva tracce di piumaggio.

## Scoperta e denominazione
L'esemplare olotipo di Huadanosaurus, IVPP V14202, venne scoperto negli affioramenti della Formazione Yixian (letto Dawangzhangzi) a Lingyuan della Provincia di Liaoning, Cina. L'esemplare è costituito da uno scheletro quasi completo conservato su una lastra, a cui mancano solamente i piedi e l'estremità della coda. L'esemplare presenta tracce di piumaggio attorno alla coda. Prima della sua descrizione, l'esemplare era attribuito al genere correlato Sinosauropteryx.
Nel 2025, Qiu et al. descrissero Huadanosaurus sinensis come un nuovo genere e specie di teropodi sinosauropterygidi basati su questi resti fossili. Il nome del genere, Huadanosaurus, combina la parola cinese "Huadan", che si riferisce al compleanno di una grande persona o istituzione, con l'antico greco σαῦρος/sauros, che significa "lucertola". Ciò onora il 70° anniversario della fondazione delle Divisioni accademiche dell'Accademia cinese delle scienze (CASAD). Il nome della specie, sinensis, deriva dalla parola latina sina, un termine usato per riferirsi alla Cina.

## Descrizione
Qiu et al. (2025) hanno identificato l'olotipo di Huadanosaurus come appartenente ad individuo, probabilmente, immaturo sulla base delle suture neurocentrali vertebrali non fuse e alle superfici ossee cicatrizzate. Inoltre, il suo cranio, lungo 10,1 centimetri, è piuttosto grande rispetto al resto del corpo, una caratteristica degli animali giovani.
L'olotipo di Huadanosaurus conserva diverse caratteristiche anatomiche del cranio, dei denti e dell'ileo simili a quelle dei tyrannosauroidi. Alcune di queste potrebbero suggerire che Huadanosaurus avesse una forza del morso più forte rispetto ad altri teropodi simili ai compsognathidi. Tuttavia, Qiu et al. interpretano queste caratteristiche come convergenti con questo lignaggio, piuttosto che indicative di un posizionamento all'interno di quel clade.

### Colorazione

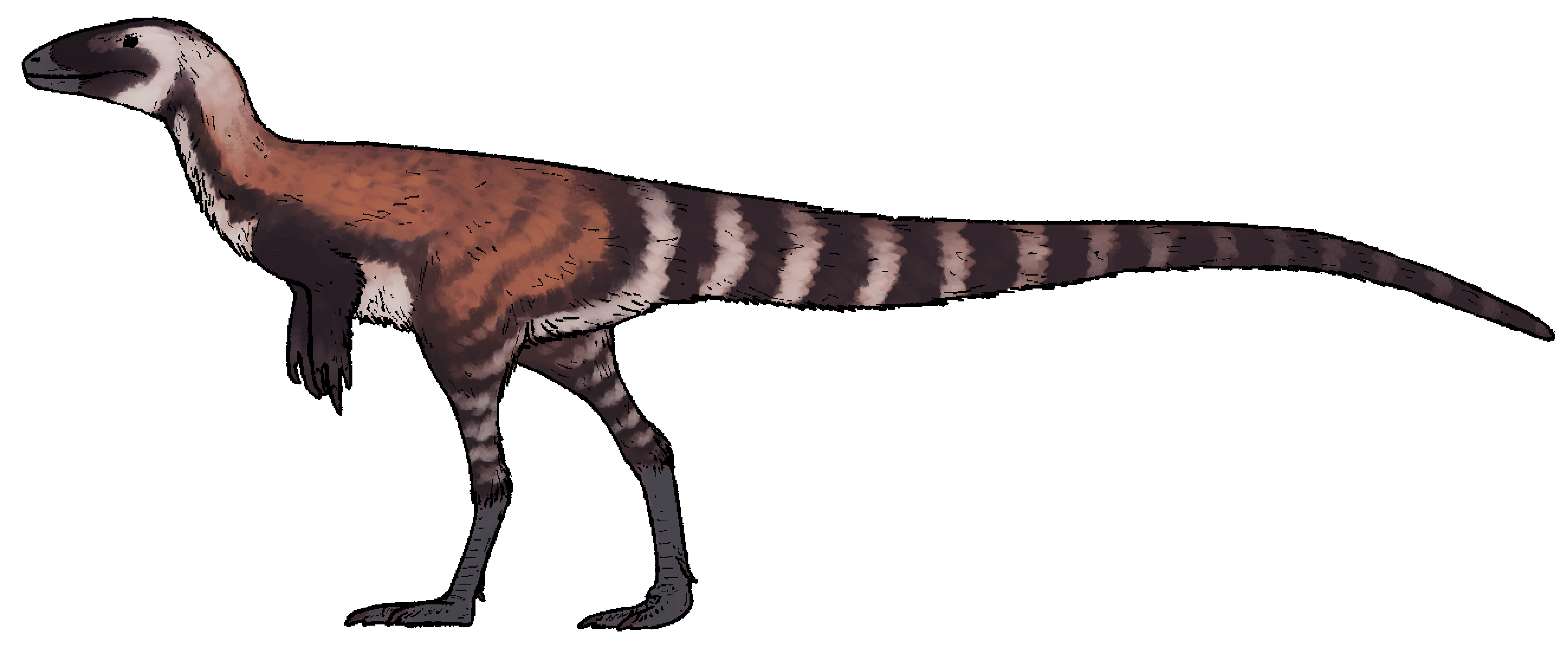
Ricostruzione artistica speculativa basato sui melanosomi conservati nell'olotipo e sui pattern di colore osservati negli esemplari di Sinosauropteryx

Nel 2010, Fucheng Zhang e colleghi hanno esaminato le tracce di piumaggio di diversi dinosauri e uccelli primitivi e hanno trovato prove che gli esemplari conservavano ancora i propri melanosomi, un tipo di organello cellulare che immagazzina pigmenti biologici e conferisce alle piume degli uccelli moderni il loro colore. I ricercatori hanno inoltre confrontato le strutture dei melanosomi osservate con quelle degli uccelli moderni per determinare una gamma generale di colori. Tra gli esemplari studiati c'era l'olotipo di Huadanosaurus (allora provvisoriamente denominato Sinosauropteryx). Durante la loro analisi, Zhang et al. Hanno osservato la presenza di feomelanosomi sferici in questo esemplare, che possono essere correlati con toni di colore dal castano al rossiccio, suggerendo che almeno parti dell'animale erano ricoperte da filamenti simili a piume rosso-marroni.

## Classificazione
Huadanosaurus è molto simile a diversi dinosauri teropodi di piccole dimensioni storicamente collocati all'interno della famiglia Compsognathidae. Tuttavia, un'analisi del 2024 di Andrea Cau ha proposto che questi taxa non formassero un clade monofiletico naturale e che alcuni di essi rappresentino in realtà giovani di tetanuri più grandi. Per testare questa ipotesi, Qiu et al. (2025) hanno valutato Huadanosaurus nella matrice filogenetica "Ontogenetic State Partitioning" (OSP) di Cau e nella matrice più tradizionale di "Theropod Working Group" (TWiG). Entrambe le analisi filogenetiche hanno trovato supporto per un gruppo naturale di tutti i teropodi simili a compsognathidi del biota di Jehol (Cretaceo inferiore), che comprende Sinosauropteryx spp., Huaxiagnathus e Sinocalliopteryx, così come Mirischia dal Brasile. Utilizzando la matrice OSP, Huadanosaurus è stato recuperato come taxon fratello di Mirischia e Sinocalliopteryx. Poiché Compsognathus è stato recuperato al di fuori di questo gruppo, Qiu et al. hanno optato per l'uso del nome Sinosauropterygidae per questo gruppo. Questi risultati sono visualizzati nella Topologia A di seguito. Utilizzando la matrice TWiG, Huadanosaurus è stato scoperto essere il taxon gemello del gruppo formato da Compsognathus e Sinosauropteryx spp., come mostrato nella Topologia B di seguito.
Topologia A: set di dati della OSP;
|  | Sinosauropteryx lingyuanensis |
|  |                               |
|  | Sinosauropteryx prima         |
|  |                               |

|  | Huadanosaurus sinensis                                                           |
|  |                                                                                  |
|  | \| \| Mirischia asymmetrica \| \| \| \| \| \| Sinocalliopteryx gigas \| \| \| \| |
|  |                                                                                  |
|  | Mirischia asymmetrica                                                            |
|  |                                                                                  |
|  | Sinocalliopteryx gigas                                                           |
|  |                                                                                  |

|  | Mirischia asymmetrica  |
|  |                        |
|  | Sinocalliopteryx gigas |
|  |                        |

|  | Huadanosaurus sinensis                                                           |
|  |                                                                                  |
|  | \| \| Mirischia asymmetrica \| \| \| \| \| \| Sinocalliopteryx gigas \| \| \| \| |
|  |                                                                                  |
|  | Mirischia asymmetrica                                                            |
|  |                                                                                  |
|  | Sinocalliopteryx gigas                                                           |
|  |                                                                                  |

|  | Mirischia asymmetrica  |
|  |                        |
|  | Sinocalliopteryx gigas |
|  |                        |

|  | Sinosauropteryx lingyuanensis |
|  |                               |
|  | Sinosauropteryx prima         |
|  |                               |

|  | Huadanosaurus sinensis                                                           |
|  |                                                                                  |
|  | \| \| Mirischia asymmetrica \| \| \| \| \| \| Sinocalliopteryx gigas \| \| \| \| |
|  |                                                                                  |
|  | Mirischia asymmetrica                                                            |
|  |                                                                                  |
|  | Sinocalliopteryx gigas                                                           |
|  |                                                                                  |

|  | Mirischia asymmetrica  |
|  |                        |
|  | Sinocalliopteryx gigas |
|  |                        |

|  | Huadanosaurus sinensis                                                           |
|  |                                                                                  |
|  | \| \| Mirischia asymmetrica \| \| \| \| \| \| Sinocalliopteryx gigas \| \| \| \| |
|  |                                                                                  |
|  | Mirischia asymmetrica                                                            |
|  |                                                                                  |
|  | Sinocalliopteryx gigas                                                           |
|  |                                                                                  |

|  | Mirischia asymmetrica  |
|  |                        |
|  | Sinocalliopteryx gigas |
|  |                        |

|  | Tyrannosauroidea |
|  |                  |
|  | Maniraptora      |
|  |                  |

|  | Sinosauropteryx lingyuanensis |
|  |                               |
|  | Sinosauropteryx prima         |
|  |                               |

|  | Huadanosaurus sinensis                                                           |
|  |                                                                                  |
|  | \| \| Mirischia asymmetrica \| \| \| \| \| \| Sinocalliopteryx gigas \| \| \| \| |
|  |                                                                                  |
|  | Mirischia asymmetrica                                                            |
|  |                                                                                  |
|  | Sinocalliopteryx gigas                                                           |
|  |                                                                                  |

|  | Mirischia asymmetrica  |
|  |                        |
|  | Sinocalliopteryx gigas |
|  |                        |

|  | Huadanosaurus sinensis                                                           |
|  |                                                                                  |
|  | \| \| Mirischia asymmetrica \| \| \| \| \| \| Sinocalliopteryx gigas \| \| \| \| |
|  |                                                                                  |
|  | Mirischia asymmetrica                                                            |
|  |                                                                                  |
|  | Sinocalliopteryx gigas                                                           |
|  |                                                                                  |

|  | Mirischia asymmetrica  |
|  |                        |
|  | Sinocalliopteryx gigas |
|  |                        |

|  | Sinosauropteryx lingyuanensis |
|  |                               |
|  | Sinosauropteryx prima         |
|  |                               |

|  | Huadanosaurus sinensis                                                           |
|  |                                                                                  |
|  | \| \| Mirischia asymmetrica \| \| \| \| \| \| Sinocalliopteryx gigas \| \| \| \| |
|  |                                                                                  |
|  | Mirischia asymmetrica                                                            |
|  |                                                                                  |
|  | Sinocalliopteryx gigas                                                           |
|  |                                                                                  |

|  | Mirischia asymmetrica  |
|  |                        |
|  | Sinocalliopteryx gigas |
|  |                        |

|  | Huadanosaurus sinensis                                                           |
|  |                                                                                  |
|  | \| \| Mirischia asymmetrica \| \| \| \| \| \| Sinocalliopteryx gigas \| \| \| \| |
|  |                                                                                  |
|  | Mirischia asymmetrica                                                            |
|  |                                                                                  |
|  | Sinocalliopteryx gigas                                                           |
|  |                                                                                  |

|  | Mirischia asymmetrica  |
|  |                        |
|  | Sinocalliopteryx gigas |
|  |                        |

|  | Tyrannosauroidea |
|  |                  |
|  | Maniraptora      |
|  |                  |

Topologia B: set di dati della TWiG;
|  | Mirischia asymmetrica                                                               |
|  |                                                                                     |
|  | \| \| Huaxiagnathus orientalis \| \| \| \| \| \| Sinocalliopteryx gigas \| \| \| \| |
|  |                                                                                     |
|  | Huaxiagnathus orientalis                                                            |
|  |                                                                                     |
|  | Sinocalliopteryx gigas                                                              |
|  |                                                                                     |

|  | Huaxiagnathus orientalis |
|  |                          |
|  | Sinocalliopteryx gigas   |
|  |                          |

|  | Compsognathus longipes                                                                  |
|  |                                                                                         |
|  | \| \| Sinosauropteryx lingyuanensis \| \| \| \| \| \| Sinosauropteryx prima \| \| \| \| |
|  |                                                                                         |
|  | Sinosauropteryx lingyuanensis                                                           |
|  |                                                                                         |
|  | Sinosauropteryx prima                                                                   |
|  |                                                                                         |

|  | Sinosauropteryx lingyuanensis |
|  |                               |
|  | Sinosauropteryx prima         |
|  |                               |

|  | Compsognathus longipes                                                                  |
|  |                                                                                         |
|  | \| \| Sinosauropteryx lingyuanensis \| \| \| \| \| \| Sinosauropteryx prima \| \| \| \| |
|  |                                                                                         |
|  | Sinosauropteryx lingyuanensis                                                           |
|  |                                                                                         |
|  | Sinosauropteryx prima                                                                   |
|  |                                                                                         |

|  | Sinosauropteryx lingyuanensis |
|  |                               |
|  | Sinosauropteryx prima         |
|  |                               |

|  | Compsognathus longipes                                                                  |
|  |                                                                                         |
|  | \| \| Sinosauropteryx lingyuanensis \| \| \| \| \| \| Sinosauropteryx prima \| \| \| \| |
|  |                                                                                         |
|  | Sinosauropteryx lingyuanensis                                                           |
|  |                                                                                         |
|  | Sinosauropteryx prima                                                                   |
|  |                                                                                         |

|  | Sinosauropteryx lingyuanensis |
|  |                               |
|  | Sinosauropteryx prima         |
|  |                               |

|  | Compsognathus longipes                                                                  |
|  |                                                                                         |
|  | \| \| Sinosauropteryx lingyuanensis \| \| \| \| \| \| Sinosauropteryx prima \| \| \| \| |
|  |                                                                                         |
|  | Sinosauropteryx lingyuanensis                                                           |
|  |                                                                                         |
|  | Sinosauropteryx prima                                                                   |
|  |                                                                                         |

|  | Sinosauropteryx lingyuanensis |
|  |                               |
|  | Sinosauropteryx prima         |
|  |                               |

|  | Mirischia asymmetrica                                                               |
|  |                                                                                     |
|  | \| \| Huaxiagnathus orientalis \| \| \| \| \| \| Sinocalliopteryx gigas \| \| \| \| |
|  |                                                                                     |
|  | Huaxiagnathus orientalis                                                            |
|  |                                                                                     |
|  | Sinocalliopteryx gigas                                                              |
|  |                                                                                     |

|  | Huaxiagnathus orientalis |
|  |                          |
|  | Sinocalliopteryx gigas   |
|  |                          |

|  | Compsognathus longipes                                                                  |
|  |                                                                                         |
|  | \| \| Sinosauropteryx lingyuanensis \| \| \| \| \| \| Sinosauropteryx prima \| \| \| \| |
|  |                                                                                         |
|  | Sinosauropteryx lingyuanensis                                                           |
|  |                                                                                         |
|  | Sinosauropteryx prima                                                                   |
|  |                                                                                         |

|  | Sinosauropteryx lingyuanensis |
|  |                               |
|  | Sinosauropteryx prima         |
|  |                               |

|  | Compsognathus longipes                                                                  |
|  |                                                                                         |
|  | \| \| Sinosauropteryx lingyuanensis \| \| \| \| \| \| Sinosauropteryx prima \| \| \| \| |
|  |                                                                                         |
|  | Sinosauropteryx lingyuanensis                                                           |
|  |                                                                                         |
|  | Sinosauropteryx prima                                                                   |
|  |                                                                                         |

|  | Sinosauropteryx lingyuanensis |
|  |                               |
|  | Sinosauropteryx prima         |
|  |                               |

|  | Compsognathus longipes                                                                  |
|  |                                                                                         |
|  | \| \| Sinosauropteryx lingyuanensis \| \| \| \| \| \| Sinosauropteryx prima \| \| \| \| |
|  |                                                                                         |
|  | Sinosauropteryx lingyuanensis                                                           |
|  |                                                                                         |
|  | Sinosauropteryx prima                                                                   |
|  |                                                                                         |

|  | Sinosauropteryx lingyuanensis |
|  |                               |
|  | Sinosauropteryx prima         |
|  |                               |

|  | Compsognathus longipes                                                                  |
|  |                                                                                         |
|  | \| \| Sinosauropteryx lingyuanensis \| \| \| \| \| \| Sinosauropteryx prima \| \| \| \| |
|  |                                                                                         |
|  | Sinosauropteryx lingyuanensis                                                           |
|  |                                                                                         |
|  | Sinosauropteryx prima                                                                   |
|  |                                                                                         |

|  | Sinosauropteryx lingyuanensis |
|  |                               |
|  | Sinosauropteryx prima         |
|  |                               |

|  | \| \| Ornithomimosauria \| \| \| \| \| \| Maniraptora \| \| \| \| |
|  |                                                                   |
|  | Ornithomimosauria                                                 |
|  |                                                                   |
|  | Maniraptora                                                       |
|  |                                                                   |

|  | Ornithomimosauria |
|  |                   |
|  | Maniraptora       |
|  |                   |

|  | Mirischia asymmetrica                                                               |
|  |                                                                                     |
|  | \| \| Huaxiagnathus orientalis \| \| \| \| \| \| Sinocalliopteryx gigas \| \| \| \| |
|  |                                                                                     |
|  | Huaxiagnathus orientalis                                                            |
|  |                                                                                     |
|  | Sinocalliopteryx gigas                                                              |
|  |                                                                                     |

|  | Huaxiagnathus orientalis |
|  |                          |
|  | Sinocalliopteryx gigas   |
|  |                          |

|  | Compsognathus longipes                                                                  |
|  |                                                                                         |
|  | \| \| Sinosauropteryx lingyuanensis \| \| \| \| \| \| Sinosauropteryx prima \| \| \| \| |
|  |                                                                                         |
|  | Sinosauropteryx lingyuanensis                                                           |
|  |                                                                                         |
|  | Sinosauropteryx prima                                                                   |
|  |                                                                                         |

|  | Sinosauropteryx lingyuanensis |
|  |                               |
|  | Sinosauropteryx prima         |
|  |                               |

|  | Compsognathus longipes                                                                  |
|  |                                                                                         |
|  | \| \| Sinosauropteryx lingyuanensis \| \| \| \| \| \| Sinosauropteryx prima \| \| \| \| |
|  |                                                                                         |
|  | Sinosauropteryx lingyuanensis                                                           |
|  |                                                                                         |
|  | Sinosauropteryx prima                                                                   |
|  |                                                                                         |

|  | Sinosauropteryx lingyuanensis |
|  |                               |
|  | Sinosauropteryx prima         |
|  |                               |

|  | Compsognathus longipes                                                                  |
|  |                                                                                         |
|  | \| \| Sinosauropteryx lingyuanensis \| \| \| \| \| \| Sinosauropteryx prima \| \| \| \| |
|  |                                                                                         |
|  | Sinosauropteryx lingyuanensis                                                           |
|  |                                                                                         |
|  | Sinosauropteryx prima                                                                   |
|  |                                                                                         |

|  | Sinosauropteryx lingyuanensis |
|  |                               |
|  | Sinosauropteryx prima         |
|  |                               |

|  | Compsognathus longipes                                                                  |
|  |                                                                                         |
|  | \| \| Sinosauropteryx lingyuanensis \| \| \| \| \| \| Sinosauropteryx prima \| \| \| \| |
|  |                                                                                         |
|  | Sinosauropteryx lingyuanensis                                                           |
|  |                                                                                         |
|  | Sinosauropteryx prima                                                                   |
|  |                                                                                         |

|  | Sinosauropteryx lingyuanensis |
|  |                               |
|  | Sinosauropteryx prima         |
|  |                               |

|  | Mirischia asymmetrica                                                               |
|  |                                                                                     |
|  | \| \| Huaxiagnathus orientalis \| \| \| \| \| \| Sinocalliopteryx gigas \| \| \| \| |
|  |                                                                                     |
|  | Huaxiagnathus orientalis                                                            |
|  |                                                                                     |
|  | Sinocalliopteryx gigas                                                              |
|  |                                                                                     |

|  | Huaxiagnathus orientalis |
|  |                          |
|  | Sinocalliopteryx gigas   |
|  |                          |

|  | Compsognathus longipes                                                                  |
|  |                                                                                         |
|  | \| \| Sinosauropteryx lingyuanensis \| \| \| \| \| \| Sinosauropteryx prima \| \| \| \| |
|  |                                                                                         |
|  | Sinosauropteryx lingyuanensis                                                           |
|  |                                                                                         |
|  | Sinosauropteryx prima                                                                   |
|  |                                                                                         |

|  | Sinosauropteryx lingyuanensis |
|  |                               |
|  | Sinosauropteryx prima         |
|  |                               |

|  | Compsognathus longipes                                                                  |
|  |                                                                                         |
|  | \| \| Sinosauropteryx lingyuanensis \| \| \| \| \| \| Sinosauropteryx prima \| \| \| \| |
|  |                                                                                         |
|  | Sinosauropteryx lingyuanensis                                                           |
|  |                                                                                         |
|  | Sinosauropteryx prima                                                                   |
|  |                                                                                         |

|  | Sinosauropteryx lingyuanensis |
|  |                               |
|  | Sinosauropteryx prima         |
|  |                               |

|  | Compsognathus longipes                                                                  |
|  |                                                                                         |
|  | \| \| Sinosauropteryx lingyuanensis \| \| \| \| \| \| Sinosauropteryx prima \| \| \| \| |
|  |                                                                                         |
|  | Sinosauropteryx lingyuanensis                                                           |
|  |                                                                                         |
|  | Sinosauropteryx prima                                                                   |
|  |                                                                                         |

|  | Sinosauropteryx lingyuanensis |
|  |                               |
|  | Sinosauropteryx prima         |
|  |                               |

|  | Compsognathus longipes                                                                  |
|  |                                                                                         |
|  | \| \| Sinosauropteryx lingyuanensis \| \| \| \| \| \| Sinosauropteryx prima \| \| \| \| |
|  |                                                                                         |
|  | Sinosauropteryx lingyuanensis                                                           |
|  |                                                                                         |
|  | Sinosauropteryx prima                                                                   |
|  |                                                                                         |

|  | Sinosauropteryx lingyuanensis |
|  |                               |
|  | Sinosauropteryx prima         |
|  |                               |

|  | \| \| Ornithomimosauria \| \| \| \| \| \| Maniraptora \| \| \| \| |
|  |                                                                   |
|  | Ornithomimosauria                                                 |
|  |                                                                   |
|  | Maniraptora                                                       |
|  |                                                                   |

|  | Ornithomimosauria |
|  |                   |
|  | Maniraptora       |
|  |                   |

|  | Mirischia asymmetrica                                                               |
|  |                                                                                     |
|  | \| \| Huaxiagnathus orientalis \| \| \| \| \| \| Sinocalliopteryx gigas \| \| \| \| |
|  |                                                                                     |
|  | Huaxiagnathus orientalis                                                            |
|  |                                                                                     |
|  | Sinocalliopteryx gigas                                                              |
|  |                                                                                     |

|  | Huaxiagnathus orientalis |
|  |                          |
|  | Sinocalliopteryx gigas   |
|  |                          |

|  | Compsognathus longipes                                                                  |
|  |                                                                                         |
|  | \| \| Sinosauropteryx lingyuanensis \| \| \| \| \| \| Sinosauropteryx prima \| \| \| \| |
|  |                                                                                         |
|  | Sinosauropteryx lingyuanensis                                                           |
|  |                                                                                         |
|  | Sinosauropteryx prima                                                                   |
|  |                                                                                         |

|  | Sinosauropteryx lingyuanensis |
|  |                               |
|  | Sinosauropteryx prima         |
|  |                               |

|  | Compsognathus longipes                                                                  |
|  |                                                                                         |
|  | \| \| Sinosauropteryx lingyuanensis \| \| \| \| \| \| Sinosauropteryx prima \| \| \| \| |
|  |                                                                                         |
|  | Sinosauropteryx lingyuanensis                                                           |
|  |                                                                                         |
|  | Sinosauropteryx prima                                                                   |
|  |                                                                                         |

|  | Sinosauropteryx lingyuanensis |
|  |                               |
|  | Sinosauropteryx prima         |
|  |                               |

|  | Compsognathus longipes                                                                  |
|  |                                                                                         |
|  | \| \| Sinosauropteryx lingyuanensis \| \| \| \| \| \| Sinosauropteryx prima \| \| \| \| |
|  |                                                                                         |
|  | Sinosauropteryx lingyuanensis                                                           |
|  |                                                                                         |
|  | Sinosauropteryx prima                                                                   |
|  |                                                                                         |

|  | Sinosauropteryx lingyuanensis |
|  |                               |
|  | Sinosauropteryx prima         |
|  |                               |

|  | Compsognathus longipes                                                                  |
|  |                                                                                         |
|  | \| \| Sinosauropteryx lingyuanensis \| \| \| \| \| \| Sinosauropteryx prima \| \| \| \| |
|  |                                                                                         |
|  | Sinosauropteryx lingyuanensis                                                           |
|  |                                                                                         |
|  | Sinosauropteryx prima                                                                   |
|  |                                                                                         |

|  | Sinosauropteryx lingyuanensis |
|  |                               |
|  | Sinosauropteryx prima         |
|  |                               |

|  | Mirischia asymmetrica                                                               |
|  |                                                                                     |
|  | \| \| Huaxiagnathus orientalis \| \| \| \| \| \| Sinocalliopteryx gigas \| \| \| \| |
|  |                                                                                     |
|  | Huaxiagnathus orientalis                                                            |
|  |                                                                                     |
|  | Sinocalliopteryx gigas                                                              |
|  |                                                                                     |

|  | Huaxiagnathus orientalis |
|  |                          |
|  | Sinocalliopteryx gigas   |
|  |                          |

|  | Compsognathus longipes                                                                  |
|  |                                                                                         |
|  | \| \| Sinosauropteryx lingyuanensis \| \| \| \| \| \| Sinosauropteryx prima \| \| \| \| |
|  |                                                                                         |
|  | Sinosauropteryx lingyuanensis                                                           |
|  |                                                                                         |
|  | Sinosauropteryx prima                                                                   |
|  |                                                                                         |

|  | Sinosauropteryx lingyuanensis |
|  |                               |
|  | Sinosauropteryx prima         |
|  |                               |

|  | Compsognathus longipes                                                                  |
|  |                                                                                         |
|  | \| \| Sinosauropteryx lingyuanensis \| \| \| \| \| \| Sinosauropteryx prima \| \| \| \| |
|  |                                                                                         |
|  | Sinosauropteryx lingyuanensis                                                           |
|  |                                                                                         |
|  | Sinosauropteryx prima                                                                   |
|  |                                                                                         |

|  | Sinosauropteryx lingyuanensis |
|  |                               |
|  | Sinosauropteryx prima         |
|  |                               |

|  | Compsognathus longipes                                                                  |
|  |                                                                                         |
|  | \| \| Sinosauropteryx lingyuanensis \| \| \| \| \| \| Sinosauropteryx prima \| \| \| \| |
|  |                                                                                         |
|  | Sinosauropteryx lingyuanensis                                                           |
|  |                                                                                         |
|  | Sinosauropteryx prima                                                                   |
|  |                                                                                         |

|  | Sinosauropteryx lingyuanensis |
|  |                               |
|  | Sinosauropteryx prima         |
|  |                               |

|  | Compsognathus longipes                                                                  |
|  |                                                                                         |
|  | \| \| Sinosauropteryx lingyuanensis \| \| \| \| \| \| Sinosauropteryx prima \| \| \| \| |
|  |                                                                                         |
|  | Sinosauropteryx lingyuanensis                                                           |
|  |                                                                                         |
|  | Sinosauropteryx prima                                                                   |
|  |                                                                                         |

|  | Sinosauropteryx lingyuanensis |
|  |                               |
|  | Sinosauropteryx prima         |
|  |                               |

|  | \| \| Ornithomimosauria \| \| \| \| \| \| Maniraptora \| \| \| \| |
|  |                                                                   |
|  | Ornithomimosauria                                                 |
|  |                                                                   |
|  | Maniraptora                                                       |
|  |                                                                   |

|  | Ornithomimosauria |
|  |                   |
|  | Maniraptora       |
|  |                   |

|  | Mirischia asymmetrica                                                               |
|  |                                                                                     |
|  | \| \| Huaxiagnathus orientalis \| \| \| \| \| \| Sinocalliopteryx gigas \| \| \| \| |
|  |                                                                                     |
|  | Huaxiagnathus orientalis                                                            |
|  |                                                                                     |
|  | Sinocalliopteryx gigas                                                              |
|  |                                                                                     |

|  | Huaxiagnathus orientalis |
|  |                          |
|  | Sinocalliopteryx gigas   |
|  |                          |

|  | Compsognathus longipes                                                                  |
|  |                                                                                         |
|  | \| \| Sinosauropteryx lingyuanensis \| \| \| \| \| \| Sinosauropteryx prima \| \| \| \| |
|  |                                                                                         |
|  | Sinosauropteryx lingyuanensis                                                           |
|  |                                                                                         |
|  | Sinosauropteryx prima                                                                   |
|  |                                                                                         |

|  | Sinosauropteryx lingyuanensis |
|  |                               |
|  | Sinosauropteryx prima         |
|  |                               |

|  | Compsognathus longipes                                                                  |
|  |                                                                                         |
|  | \| \| Sinosauropteryx lingyuanensis \| \| \| \| \| \| Sinosauropteryx prima \| \| \| \| |
|  |                                                                                         |
|  | Sinosauropteryx lingyuanensis                                                           |
|  |                                                                                         |
|  | Sinosauropteryx prima                                                                   |
|  |                                                                                         |

|  | Sinosauropteryx lingyuanensis |
|  |                               |
|  | Sinosauropteryx prima         |
|  |                               |

|  | Compsognathus longipes                                                                  |
|  |                                                                                         |
|  | \| \| Sinosauropteryx lingyuanensis \| \| \| \| \| \| Sinosauropteryx prima \| \| \| \| |
|  |                                                                                         |
|  | Sinosauropteryx lingyuanensis                                                           |
|  |                                                                                         |
|  | Sinosauropteryx prima                                                                   |
|  |                                                                                         |

|  | Sinosauropteryx lingyuanensis |
|  |                               |
|  | Sinosauropteryx prima         |
|  |                               |

|  | Compsognathus longipes                                                                  |
|  |                                                                                         |
|  | \| \| Sinosauropteryx lingyuanensis \| \| \| \| \| \| Sinosauropteryx prima \| \| \| \| |
|  |                                                                                         |
|  | Sinosauropteryx lingyuanensis                                                           |
|  |                                                                                         |
|  | Sinosauropteryx prima                                                                   |
|  |                                                                                         |

|  | Sinosauropteryx lingyuanensis |
|  |                               |
|  | Sinosauropteryx prima         |
|  |                               |

|  | Mirischia asymmetrica                                                               |
|  |                                                                                     |
|  | \| \| Huaxiagnathus orientalis \| \| \| \| \| \| Sinocalliopteryx gigas \| \| \| \| |
|  |                                                                                     |
|  | Huaxiagnathus orientalis                                                            |
|  |                                                                                     |
|  | Sinocalliopteryx gigas                                                              |
|  |                                                                                     |

|  | Huaxiagnathus orientalis |
|  |                          |
|  | Sinocalliopteryx gigas   |
|  |                          |

|  | Compsognathus longipes                                                                  |
|  |                                                                                         |
|  | \| \| Sinosauropteryx lingyuanensis \| \| \| \| \| \| Sinosauropteryx prima \| \| \| \| |
|  |                                                                                         |
|  | Sinosauropteryx lingyuanensis                                                           |
|  |                                                                                         |
|  | Sinosauropteryx prima                                                                   |
|  |                                                                                         |

|  | Sinosauropteryx lingyuanensis |
|  |                               |
|  | Sinosauropteryx prima         |
|  |                               |

|  | Compsognathus longipes                                                                  |
|  |                                                                                         |
|  | \| \| Sinosauropteryx lingyuanensis \| \| \| \| \| \| Sinosauropteryx prima \| \| \| \| |
|  |                                                                                         |
|  | Sinosauropteryx lingyuanensis                                                           |
|  |                                                                                         |
|  | Sinosauropteryx prima                                                                   |
|  |                                                                                         |

|  | Sinosauropteryx lingyuanensis |
|  |                               |
|  | Sinosauropteryx prima         |
|  |                               |

|  | Compsognathus longipes                                                                  |
|  |                                                                                         |
|  | \| \| Sinosauropteryx lingyuanensis \| \| \| \| \| \| Sinosauropteryx prima \| \| \| \| |
|  |                                                                                         |
|  | Sinosauropteryx lingyuanensis                                                           |
|  |                                                                                         |
|  | Sinosauropteryx prima                                                                   |
|  |                                                                                         |

|  | Sinosauropteryx lingyuanensis |
|  |                               |
|  | Sinosauropteryx prima         |
|  |                               |

|  | Compsognathus longipes                                                                  |
|  |                                                                                         |
|  | \| \| Sinosauropteryx lingyuanensis \| \| \| \| \| \| Sinosauropteryx prima \| \| \| \| |
|  |                                                                                         |
|  | Sinosauropteryx lingyuanensis                                                           |
|  |                                                                                         |
|  | Sinosauropteryx prima                                                                   |
|  |                                                                                         |

|  | Sinosauropteryx lingyuanensis |
|  |                               |
|  | Sinosauropteryx prima         |
|  |                               |

|  | \| \| Ornithomimosauria \| \| \| \| \| \| Maniraptora \| \| \| \| |
|  |                                                                   |
|  | Ornithomimosauria                                                 |
|  |                                                                   |
|  | Maniraptora                                                       |
|  |                                                                   |

|  | Ornithomimosauria |
|  |                   |
|  | Maniraptora       |
|  |                   |

|  | Mirischia asymmetrica                                                               |
|  |                                                                                     |
|  | \| \| Huaxiagnathus orientalis \| \| \| \| \| \| Sinocalliopteryx gigas \| \| \| \| |
|  |                                                                                     |
|  | Huaxiagnathus orientalis                                                            |
|  |                                                                                     |
|  | Sinocalliopteryx gigas                                                              |
|  |                                                                                     |

|  | Huaxiagnathus orientalis |
|  |                          |
|  | Sinocalliopteryx gigas   |
|  |                          |

|  | Compsognathus longipes                                                                  |
|  |                                                                                         |
|  | \| \| Sinosauropteryx lingyuanensis \| \| \| \| \| \| Sinosauropteryx prima \| \| \| \| |
|  |                                                                                         |
|  | Sinosauropteryx lingyuanensis                                                           |
|  |                                                                                         |
|  | Sinosauropteryx prima                                                                   |
|  |                                                                                         |

|  | Sinosauropteryx lingyuanensis |
|  |                               |
|  | Sinosauropteryx prima         |
|  |                               |

|  | Compsognathus longipes                                                                  |
|  |                                                                                         |
|  | \| \| Sinosauropteryx lingyuanensis \| \| \| \| \| \| Sinosauropteryx prima \| \| \| \| |
|  |                                                                                         |
|  | Sinosauropteryx lingyuanensis                                                           |
|  |                                                                                         |
|  | Sinosauropteryx prima                                                                   |
|  |                                                                                         |

|  | Sinosauropteryx lingyuanensis |
|  |                               |
|  | Sinosauropteryx prima         |
|  |                               |

|  | Compsognathus longipes                                                                  |
|  |                                                                                         |
|  | \| \| Sinosauropteryx lingyuanensis \| \| \| \| \| \| Sinosauropteryx prima \| \| \| \| |
|  |                                                                                         |
|  | Sinosauropteryx lingyuanensis                                                           |
|  |                                                                                         |
|  | Sinosauropteryx prima                                                                   |
|  |                                                                                         |

|  | Sinosauropteryx lingyuanensis |
|  |                               |
|  | Sinosauropteryx prima         |
|  |                               |

|  | Compsognathus longipes                                                                  |
|  |                                                                                         |
|  | \| \| Sinosauropteryx lingyuanensis \| \| \| \| \| \| Sinosauropteryx prima \| \| \| \| |
|  |                                                                                         |
|  | Sinosauropteryx lingyuanensis                                                           |
|  |                                                                                         |
|  | Sinosauropteryx prima                                                                   |
|  |                                                                                         |

|  | Sinosauropteryx lingyuanensis |
|  |                               |
|  | Sinosauropteryx prima         |
|  |                               |

|  | Mirischia asymmetrica                                                               |
|  |                                                                                     |
|  | \| \| Huaxiagnathus orientalis \| \| \| \| \| \| Sinocalliopteryx gigas \| \| \| \| |
|  |                                                                                     |
|  | Huaxiagnathus orientalis                                                            |
|  |                                                                                     |
|  | Sinocalliopteryx gigas                                                              |
|  |                                                                                     |

|  | Huaxiagnathus orientalis |
|  |                          |
|  | Sinocalliopteryx gigas   |
|  |                          |

|  | Compsognathus longipes                                                                  |
|  |                                                                                         |
|  | \| \| Sinosauropteryx lingyuanensis \| \| \| \| \| \| Sinosauropteryx prima \| \| \| \| |
|  |                                                                                         |
|  | Sinosauropteryx lingyuanensis                                                           |
|  |                                                                                         |
|  | Sinosauropteryx prima                                                                   |
|  |                                                                                         |

|  | Sinosauropteryx lingyuanensis |
|  |                               |
|  | Sinosauropteryx prima         |
|  |                               |

|  | Compsognathus longipes                                                                  |
|  |                                                                                         |
|  | \| \| Sinosauropteryx lingyuanensis \| \| \| \| \| \| Sinosauropteryx prima \| \| \| \| |
|  |                                                                                         |
|  | Sinosauropteryx lingyuanensis                                                           |
|  |                                                                                         |
|  | Sinosauropteryx prima                                                                   |
|  |                                                                                         |

|  | Sinosauropteryx lingyuanensis |
|  |                               |
|  | Sinosauropteryx prima         |
|  |                               |

|  | Compsognathus longipes                                                                  |
|  |                                                                                         |
|  | \| \| Sinosauropteryx lingyuanensis \| \| \| \| \| \| Sinosauropteryx prima \| \| \| \| |
|  |                                                                                         |
|  | Sinosauropteryx lingyuanensis                                                           |
|  |                                                                                         |
|  | Sinosauropteryx prima                                                                   |
|  |                                                                                         |

|  | Sinosauropteryx lingyuanensis |
|  |                               |
|  | Sinosauropteryx prima         |
|  |                               |

|  | Compsognathus longipes                                                                  |
|  |                                                                                         |
|  | \| \| Sinosauropteryx lingyuanensis \| \| \| \| \| \| Sinosauropteryx prima \| \| \| \| |
|  |                                                                                         |
|  | Sinosauropteryx lingyuanensis                                                           |
|  |                                                                                         |
|  | Sinosauropteryx prima                                                                   |
|  |                                                                                         |

|  | Sinosauropteryx lingyuanensis |
|  |                               |
|  | Sinosauropteryx prima         |
|  |                               |

|  | \| \| Ornithomimosauria \| \| \| \| \| \| Maniraptora \| \| \| \| |
|  |                                                                   |
|  | Ornithomimosauria                                                 |
|  |                                                                   |
|  | Maniraptora                                                       |
|  |                                                                   |

|  | Ornithomimosauria |
|  |                   |
|  | Maniraptora       |
|  |                   |

|  | Mirischia asymmetrica                                                               |
|  |                                                                                     |
|  | \| \| Huaxiagnathus orientalis \| \| \| \| \| \| Sinocalliopteryx gigas \| \| \| \| |
|  |                                                                                     |
|  | Huaxiagnathus orientalis                                                            |
|  |                                                                                     |
|  | Sinocalliopteryx gigas                                                              |
|  |                                                                                     |

|  | Huaxiagnathus orientalis |
|  |                          |
|  | Sinocalliopteryx gigas   |
|  |                          |

|  | Compsognathus longipes                                                                  |
|  |                                                                                         |
|  | \| \| Sinosauropteryx lingyuanensis \| \| \| \| \| \| Sinosauropteryx prima \| \| \| \| |
|  |                                                                                         |
|  | Sinosauropteryx lingyuanensis                                                           |
|  |                                                                                         |
|  | Sinosauropteryx prima                                                                   |
|  |                                                                                         |

|  | Sinosauropteryx lingyuanensis |
|  |                               |
|  | Sinosauropteryx prima         |
|  |                               |

|  | Compsognathus longipes                                                                  |
|  |                                                                                         |
|  | \| \| Sinosauropteryx lingyuanensis \| \| \| \| \| \| Sinosauropteryx prima \| \| \| \| |
|  |                                                                                         |
|  | Sinosauropteryx lingyuanensis                                                           |
|  |                                                                                         |
|  | Sinosauropteryx prima                                                                   |
|  |                                                                                         |

|  | Sinosauropteryx lingyuanensis |
|  |                               |
|  | Sinosauropteryx prima         |
|  |                               |

|  | Compsognathus longipes                                                                  |
|  |                                                                                         |
|  | \| \| Sinosauropteryx lingyuanensis \| \| \| \| \| \| Sinosauropteryx prima \| \| \| \| |
|  |                                                                                         |
|  | Sinosauropteryx lingyuanensis                                                           |
|  |                                                                                         |
|  | Sinosauropteryx prima                                                                   |
|  |                                                                                         |

|  | Sinosauropteryx lingyuanensis |
|  |                               |
|  | Sinosauropteryx prima         |
|  |                               |

|  | Compsognathus longipes                                                                  |
|  |                                                                                         |
|  | \| \| Sinosauropteryx lingyuanensis \| \| \| \| \| \| Sinosauropteryx prima \| \| \| \| |
|  |                                                                                         |
|  | Sinosauropteryx lingyuanensis                                                           |
|  |                                                                                         |
|  | Sinosauropteryx prima                                                                   |
|  |                                                                                         |

|  | Sinosauropteryx lingyuanensis |
|  |                               |
|  | Sinosauropteryx prima         |
|  |                               |

|  | Mirischia asymmetrica                                                               |
|  |                                                                                     |
|  | \| \| Huaxiagnathus orientalis \| \| \| \| \| \| Sinocalliopteryx gigas \| \| \| \| |
|  |                                                                                     |
|  | Huaxiagnathus orientalis                                                            |
|  |                                                                                     |
|  | Sinocalliopteryx gigas                                                              |
|  |                                                                                     |

|  | Huaxiagnathus orientalis |
|  |                          |
|  | Sinocalliopteryx gigas   |
|  |                          |

|  | Compsognathus longipes                                                                  |
|  |                                                                                         |
|  | \| \| Sinosauropteryx lingyuanensis \| \| \| \| \| \| Sinosauropteryx prima \| \| \| \| |
|  |                                                                                         |
|  | Sinosauropteryx lingyuanensis                                                           |
|  |                                                                                         |
|  | Sinosauropteryx prima                                                                   |
|  |                                                                                         |

|  | Sinosauropteryx lingyuanensis |
|  |                               |
|  | Sinosauropteryx prima         |
|  |                               |

|  | Compsognathus longipes                                                                  |
|  |                                                                                         |
|  | \| \| Sinosauropteryx lingyuanensis \| \| \| \| \| \| Sinosauropteryx prima \| \| \| \| |
|  |                                                                                         |
|  | Sinosauropteryx lingyuanensis                                                           |
|  |                                                                                         |
|  | Sinosauropteryx prima                                                                   |
|  |                                                                                         |

|  | Sinosauropteryx lingyuanensis |
|  |                               |
|  | Sinosauropteryx prima         |
|  |                               |

|  | Compsognathus longipes                                                                  |
|  |                                                                                         |
|  | \| \| Sinosauropteryx lingyuanensis \| \| \| \| \| \| Sinosauropteryx prima \| \| \| \| |
|  |                                                                                         |
|  | Sinosauropteryx lingyuanensis                                                           |
|  |                                                                                         |
|  | Sinosauropteryx prima                                                                   |
|  |                                                                                         |

|  | Sinosauropteryx lingyuanensis |
|  |                               |
|  | Sinosauropteryx prima         |
|  |                               |

|  | Compsognathus longipes                                                                  |
|  |                                                                                         |
|  | \| \| Sinosauropteryx lingyuanensis \| \| \| \| \| \| Sinosauropteryx prima \| \| \| \| |
|  |                                                                                         |
|  | Sinosauropteryx lingyuanensis                                                           |
|  |                                                                                         |
|  | Sinosauropteryx prima                                                                   |
|  |                                                                                         |

|  | Sinosauropteryx lingyuanensis |
|  |                               |
|  | Sinosauropteryx prima         |
|  |                               |

|  | \| \| Ornithomimosauria \| \| \| \| \| \| Maniraptora \| \| \| \| |
|  |                                                                   |
|  | Ornithomimosauria                                                 |
|  |                                                                   |
|  | Maniraptora                                                       |
|  |                                                                   |

|  | Ornithomimosauria |
|  |                   |
|  | Maniraptora       |
|  |                   |

|  | Mirischia asymmetrica                                                               |
|  |                                                                                     |
|  | \| \| Huaxiagnathus orientalis \| \| \| \| \| \| Sinocalliopteryx gigas \| \| \| \| |
|  |                                                                                     |
|  | Huaxiagnathus orientalis                                                            |
|  |                                                                                     |
|  | Sinocalliopteryx gigas                                                              |
|  |                                                                                     |

|  | Huaxiagnathus orientalis |
|  |                          |
|  | Sinocalliopteryx gigas   |
|  |                          |

|  | Compsognathus longipes                                                                  |
|  |                                                                                         |
|  | \| \| Sinosauropteryx lingyuanensis \| \| \| \| \| \| Sinosauropteryx prima \| \| \| \| |
|  |                                                                                         |
|  | Sinosauropteryx lingyuanensis                                                           |
|  |                                                                                         |
|  | Sinosauropteryx prima                                                                   |
|  |                                                                                         |

|  | Sinosauropteryx lingyuanensis |
|  |                               |
|  | Sinosauropteryx prima         |
|  |                               |

|  | Compsognathus longipes                                                                  |
|  |                                                                                         |
|  | \| \| Sinosauropteryx lingyuanensis \| \| \| \| \| \| Sinosauropteryx prima \| \| \| \| |
|  |                                                                                         |
|  | Sinosauropteryx lingyuanensis                                                           |
|  |                                                                                         |
|  | Sinosauropteryx prima                                                                   |
|  |                                                                                         |

|  | Sinosauropteryx lingyuanensis |
|  |                               |
|  | Sinosauropteryx prima         |
|  |                               |

|  | Compsognathus longipes                                                                  |
|  |                                                                                         |
|  | \| \| Sinosauropteryx lingyuanensis \| \| \| \| \| \| Sinosauropteryx prima \| \| \| \| |
|  |                                                                                         |
|  | Sinosauropteryx lingyuanensis                                                           |
|  |                                                                                         |
|  | Sinosauropteryx prima                                                                   |
|  |                                                                                         |

|  | Sinosauropteryx lingyuanensis |
|  |                               |
|  | Sinosauropteryx prima         |
|  |                               |

|  | Compsognathus longipes                                                                  |
|  |                                                                                         |
|  | \| \| Sinosauropteryx lingyuanensis \| \| \| \| \| \| Sinosauropteryx prima \| \| \| \| |
|  |                                                                                         |
|  | Sinosauropteryx lingyuanensis                                                           |
|  |                                                                                         |
|  | Sinosauropteryx prima                                                                   |
|  |                                                                                         |

|  | Sinosauropteryx lingyuanensis |
|  |                               |
|  | Sinosauropteryx prima         |
|  |                               |

|  | Mirischia asymmetrica                                                               |
|  |                                                                                     |
|  | \| \| Huaxiagnathus orientalis \| \| \| \| \| \| Sinocalliopteryx gigas \| \| \| \| |
|  |                                                                                     |
|  | Huaxiagnathus orientalis                                                            |
|  |                                                                                     |
|  | Sinocalliopteryx gigas                                                              |
|  |                                                                                     |

|  | Huaxiagnathus orientalis |
|  |                          |
|  | Sinocalliopteryx gigas   |
|  |                          |

|  | Compsognathus longipes                                                                  |
|  |                                                                                         |
|  | \| \| Sinosauropteryx lingyuanensis \| \| \| \| \| \| Sinosauropteryx prima \| \| \| \| |
|  |                                                                                         |
|  | Sinosauropteryx lingyuanensis                                                           |
|  |                                                                                         |
|  | Sinosauropteryx prima                                                                   |
|  |                                                                                         |

|  | Sinosauropteryx lingyuanensis |
|  |                               |
|  | Sinosauropteryx prima         |
|  |                               |

|  | Compsognathus longipes                                                                  |
|  |                                                                                         |
|  | \| \| Sinosauropteryx lingyuanensis \| \| \| \| \| \| Sinosauropteryx prima \| \| \| \| |
|  |                                                                                         |
|  | Sinosauropteryx lingyuanensis                                                           |
|  |                                                                                         |
|  | Sinosauropteryx prima                                                                   |
|  |                                                                                         |

|  | Sinosauropteryx lingyuanensis |
|  |                               |
|  | Sinosauropteryx prima         |
|  |                               |

|  | Compsognathus longipes                                                                  |
|  |                                                                                         |
|  | \| \| Sinosauropteryx lingyuanensis \| \| \| \| \| \| Sinosauropteryx prima \| \| \| \| |
|  |                                                                                         |
|  | Sinosauropteryx lingyuanensis                                                           |
|  |                                                                                         |
|  | Sinosauropteryx prima                                                                   |
|  |                                                                                         |

|  | Sinosauropteryx lingyuanensis |
|  |                               |
|  | Sinosauropteryx prima         |
|  |                               |

|  | Compsognathus longipes                                                                  |
|  |                                                                                         |
|  | \| \| Sinosauropteryx lingyuanensis \| \| \| \| \| \| Sinosauropteryx prima \| \| \| \| |
|  |                                                                                         |
|  | Sinosauropteryx lingyuanensis                                                           |
|  |                                                                                         |
|  | Sinosauropteryx prima                                                                   |
|  |                                                                                         |

|  | Sinosauropteryx lingyuanensis |
|  |                               |
|  | Sinosauropteryx prima         |
|  |                               |

|  | \| \| Ornithomimosauria \| \| \| \| \| \| Maniraptora \| \| \| \| |
|  |                                                                   |
|  | Ornithomimosauria                                                 |
|  |                                                                   |
|  | Maniraptora                                                       |
|  |                                                                   |

|  | Ornithomimosauria |
|  |                   |
|  | Maniraptora       |
|  |                   |

|  | Mirischia asymmetrica                                                               |
|  |                                                                                     |
|  | \| \| Huaxiagnathus orientalis \| \| \| \| \| \| Sinocalliopteryx gigas \| \| \| \| |
|  |                                                                                     |
|  | Huaxiagnathus orientalis                                                            |
|  |                                                                                     |
|  | Sinocalliopteryx gigas                                                              |
|  |                                                                                     |

|  | Huaxiagnathus orientalis |
|  |                          |
|  | Sinocalliopteryx gigas   |
|  |                          |

|  | Compsognathus longipes                                                                  |
|  |                                                                                         |
|  | \| \| Sinosauropteryx lingyuanensis \| \| \| \| \| \| Sinosauropteryx prima \| \| \| \| |
|  |                                                                                         |
|  | Sinosauropteryx lingyuanensis                                                           |
|  |                                                                                         |
|  | Sinosauropteryx prima                                                                   |
|  |                                                                                         |

|  | Sinosauropteryx lingyuanensis |
|  |                               |
|  | Sinosauropteryx prima         |
|  |                               |

|  | Compsognathus longipes                                                                  |
|  |                                                                                         |
|  | \| \| Sinosauropteryx lingyuanensis \| \| \| \| \| \| Sinosauropteryx prima \| \| \| \| |
|  |                                                                                         |
|  | Sinosauropteryx lingyuanensis                                                           |
|  |                                                                                         |
|  | Sinosauropteryx prima                                                                   |
|  |                                                                                         |

|  | Sinosauropteryx lingyuanensis |
|  |                               |
|  | Sinosauropteryx prima         |
|  |                               |

|  | Compsognathus longipes                                                                  |
|  |                                                                                         |
|  | \| \| Sinosauropteryx lingyuanensis \| \| \| \| \| \| Sinosauropteryx prima \| \| \| \| |
|  |                                                                                         |
|  | Sinosauropteryx lingyuanensis                                                           |
|  |                                                                                         |
|  | Sinosauropteryx prima                                                                   |
|  |                                                                                         |

|  | Sinosauropteryx lingyuanensis |
|  |                               |
|  | Sinosauropteryx prima         |
|  |                               |

|  | Compsognathus longipes                                                                  |
|  |                                                                                         |
|  | \| \| Sinosauropteryx lingyuanensis \| \| \| \| \| \| Sinosauropteryx prima \| \| \| \| |
|  |                                                                                         |
|  | Sinosauropteryx lingyuanensis                                                           |
|  |                                                                                         |
|  | Sinosauropteryx prima                                                                   |
|  |                                                                                         |

|  | Sinosauropteryx lingyuanensis |
|  |                               |
|  | Sinosauropteryx prima         |
|  |                               |

|  | Mirischia asymmetrica                                                               |
|  |                                                                                     |
|  | \| \| Huaxiagnathus orientalis \| \| \| \| \| \| Sinocalliopteryx gigas \| \| \| \| |
|  |                                                                                     |
|  | Huaxiagnathus orientalis                                                            |
|  |                                                                                     |
|  | Sinocalliopteryx gigas                                                              |
|  |                                                                                     |

|  | Huaxiagnathus orientalis |
|  |                          |
|  | Sinocalliopteryx gigas   |
|  |                          |

|  | Compsognathus longipes                                                                  |
|  |                                                                                         |
|  | \| \| Sinosauropteryx lingyuanensis \| \| \| \| \| \| Sinosauropteryx prima \| \| \| \| |
|  |                                                                                         |
|  | Sinosauropteryx lingyuanensis                                                           |
|  |                                                                                         |
|  | Sinosauropteryx prima                                                                   |
|  |                                                                                         |

|  | Sinosauropteryx lingyuanensis |
|  |                               |
|  | Sinosauropteryx prima         |
|  |                               |

|  | Compsognathus longipes                                                                  |
|  |                                                                                         |
|  | \| \| Sinosauropteryx lingyuanensis \| \| \| \| \| \| Sinosauropteryx prima \| \| \| \| |
|  |                                                                                         |
|  | Sinosauropteryx lingyuanensis                                                           |
|  |                                                                                         |
|  | Sinosauropteryx prima                                                                   |
|  |                                                                                         |

|  | Sinosauropteryx lingyuanensis |
|  |                               |
|  | Sinosauropteryx prima         |
|  |                               |

|  | Compsognathus longipes                                                                  |
|  |                                                                                         |
|  | \| \| Sinosauropteryx lingyuanensis \| \| \| \| \| \| Sinosauropteryx prima \| \| \| \| |
|  |                                                                                         |
|  | Sinosauropteryx lingyuanensis                                                           |
|  |                                                                                         |
|  | Sinosauropteryx prima                                                                   |
|  |                                                                                         |

|  | Sinosauropteryx lingyuanensis |
|  |                               |
|  | Sinosauropteryx prima         |
|  |                               |

|  | Compsognathus longipes                                                                  |
|  |                                                                                         |
|  | \| \| Sinosauropteryx lingyuanensis \| \| \| \| \| \| Sinosauropteryx prima \| \| \| \| |
|  |                                                                                         |
|  | Sinosauropteryx lingyuanensis                                                           |
|  |                                                                                         |
|  | Sinosauropteryx prima                                                                   |
|  |                                                                                         |

|  | Sinosauropteryx lingyuanensis |
|  |                               |
|  | Sinosauropteryx prima         |
|  |                               |

|  | \| \| Ornithomimosauria \| \| \| \| \| \| Maniraptora \| \| \| \| |
|  |                                                                   |
|  | Ornithomimosauria                                                 |
|  |                                                                   |
|  | Maniraptora                                                       |
|  |                                                                   |

|  | Ornithomimosauria |
|  |                   |
|  | Maniraptora       |
|  |                   |

|  | Mirischia asymmetrica                                                               |
|  |                                                                                     |
|  | \| \| Huaxiagnathus orientalis \| \| \| \| \| \| Sinocalliopteryx gigas \| \| \| \| |
|  |                                                                                     |
|  | Huaxiagnathus orientalis                                                            |
|  |                                                                                     |
|  | Sinocalliopteryx gigas                                                              |
|  |                                                                                     |

|  | Huaxiagnathus orientalis |
|  |                          |
|  | Sinocalliopteryx gigas   |
|  |                          |

|  | Compsognathus longipes                                                                  |
|  |                                                                                         |
|  | \| \| Sinosauropteryx lingyuanensis \| \| \| \| \| \| Sinosauropteryx prima \| \| \| \| |
|  |                                                                                         |
|  | Sinosauropteryx lingyuanensis                                                           |
|  |                                                                                         |
|  | Sinosauropteryx prima                                                                   |
|  |                                                                                         |

|  | Sinosauropteryx lingyuanensis |
|  |                               |
|  | Sinosauropteryx prima         |
|  |                               |

|  | Compsognathus longipes                                                                  |
|  |                                                                                         |
|  | \| \| Sinosauropteryx lingyuanensis \| \| \| \| \| \| Sinosauropteryx prima \| \| \| \| |
|  |                                                                                         |
|  | Sinosauropteryx lingyuanensis                                                           |
|  |                                                                                         |
|  | Sinosauropteryx prima                                                                   |
|  |                                                                                         |

|  | Sinosauropteryx lingyuanensis |
|  |                               |
|  | Sinosauropteryx prima         |
|  |                               |

|  | Compsognathus longipes                                                                  |
|  |                                                                                         |
|  | \| \| Sinosauropteryx lingyuanensis \| \| \| \| \| \| Sinosauropteryx prima \| \| \| \| |
|  |                                                                                         |
|  | Sinosauropteryx lingyuanensis                                                           |
|  |                                                                                         |
|  | Sinosauropteryx prima                                                                   |
|  |                                                                                         |

|  | Sinosauropteryx lingyuanensis |
|  |                               |
|  | Sinosauropteryx prima         |
|  |                               |

|  | Compsognathus longipes                                                                  |
|  |                                                                                         |
|  | \| \| Sinosauropteryx lingyuanensis \| \| \| \| \| \| Sinosauropteryx prima \| \| \| \| |
|  |                                                                                         |
|  | Sinosauropteryx lingyuanensis                                                           |
|  |                                                                                         |
|  | Sinosauropteryx prima                                                                   |
|  |                                                                                         |

|  | Sinosauropteryx lingyuanensis |
|  |                               |
|  | Sinosauropteryx prima         |
|  |                               |

|  | Mirischia asymmetrica                                                               |
|  |                                                                                     |
|  | \| \| Huaxiagnathus orientalis \| \| \| \| \| \| Sinocalliopteryx gigas \| \| \| \| |
|  |                                                                                     |
|  | Huaxiagnathus orientalis                                                            |
|  |                                                                                     |
|  | Sinocalliopteryx gigas                                                              |
|  |                                                                                     |

|  | Huaxiagnathus orientalis |
|  |                          |
|  | Sinocalliopteryx gigas   |
|  |                          |

|  | Compsognathus longipes                                                                  |
|  |                                                                                         |
|  | \| \| Sinosauropteryx lingyuanensis \| \| \| \| \| \| Sinosauropteryx prima \| \| \| \| |
|  |                                                                                         |
|  | Sinosauropteryx lingyuanensis                                                           |
|  |                                                                                         |
|  | Sinosauropteryx prima                                                                   |
|  |                                                                                         |

|  | Sinosauropteryx lingyuanensis |
|  |                               |
|  | Sinosauropteryx prima         |
|  |                               |

|  | Compsognathus longipes                                                                  |
|  |                                                                                         |
|  | \| \| Sinosauropteryx lingyuanensis \| \| \| \| \| \| Sinosauropteryx prima \| \| \| \| |
|  |                                                                                         |
|  | Sinosauropteryx lingyuanensis                                                           |
|  |                                                                                         |
|  | Sinosauropteryx prima                                                                   |
|  |                                                                                         |

|  | Sinosauropteryx lingyuanensis |
|  |                               |
|  | Sinosauropteryx prima         |
|  |                               |

|  | Compsognathus longipes                                                                  |
|  |                                                                                         |
|  | \| \| Sinosauropteryx lingyuanensis \| \| \| \| \| \| Sinosauropteryx prima \| \| \| \| |
|  |                                                                                         |
|  | Sinosauropteryx lingyuanensis                                                           |
|  |                                                                                         |
|  | Sinosauropteryx prima                                                                   |
|  |                                                                                         |

|  | Sinosauropteryx lingyuanensis |
|  |                               |
|  | Sinosauropteryx prima         |
|  |                               |

|  | Compsognathus longipes                                                                  |
|  |                                                                                         |
|  | \| \| Sinosauropteryx lingyuanensis \| \| \| \| \| \| Sinosauropteryx prima \| \| \| \| |
|  |                                                                                         |
|  | Sinosauropteryx lingyuanensis                                                           |
|  |                                                                                         |
|  | Sinosauropteryx prima                                                                   |
|  |                                                                                         |

|  | Sinosauropteryx lingyuanensis |
|  |                               |
|  | Sinosauropteryx prima         |
|  |                               |

|  | \| \| Ornithomimosauria \| \| \| \| \| \| Maniraptora \| \| \| \| |
|  |                                                                   |
|  | Ornithomimosauria                                                 |
|  |                                                                   |
|  | Maniraptora                                                       |
|  |                                                                   |

|  | Ornithomimosauria |
|  |                   |
|  | Maniraptora       |
|  |                   |

|  | Mirischia asymmetrica                                                               |
|  |                                                                                     |
|  | \| \| Huaxiagnathus orientalis \| \| \| \| \| \| Sinocalliopteryx gigas \| \| \| \| |
|  |                                                                                     |
|  | Huaxiagnathus orientalis                                                            |
|  |                                                                                     |
|  | Sinocalliopteryx gigas                                                              |
|  |                                                                                     |

|  | Huaxiagnathus orientalis |
|  |                          |
|  | Sinocalliopteryx gigas   |
|  |                          |

|  | Compsognathus longipes                                                                  |
|  |                                                                                         |
|  | \| \| Sinosauropteryx lingyuanensis \| \| \| \| \| \| Sinosauropteryx prima \| \| \| \| |
|  |                                                                                         |
|  | Sinosauropteryx lingyuanensis                                                           |
|  |                                                                                         |
|  | Sinosauropteryx prima                                                                   |
|  |                                                                                         |

|  | Sinosauropteryx lingyuanensis |
|  |                               |
|  | Sinosauropteryx prima         |
|  |                               |

|  | Compsognathus longipes                                                                  |
|  |                                                                                         |
|  | \| \| Sinosauropteryx lingyuanensis \| \| \| \| \| \| Sinosauropteryx prima \| \| \| \| |
|  |                                                                                         |
|  | Sinosauropteryx lingyuanensis                                                           |
|  |                                                                                         |
|  | Sinosauropteryx prima                                                                   |
|  |                                                                                         |

|  | Sinosauropteryx lingyuanensis |
|  |                               |
|  | Sinosauropteryx prima         |
|  |                               |

|  | Compsognathus longipes                                                                  |
|  |                                                                                         |
|  | \| \| Sinosauropteryx lingyuanensis \| \| \| \| \| \| Sinosauropteryx prima \| \| \| \| |
|  |                                                                                         |
|  | Sinosauropteryx lingyuanensis                                                           |
|  |                                                                                         |
|  | Sinosauropteryx prima                                                                   |
|  |                                                                                         |

|  | Sinosauropteryx lingyuanensis |
|  |                               |
|  | Sinosauropteryx prima         |
|  |                               |

|  | Compsognathus longipes                                                                  |
|  |                                                                                         |
|  | \| \| Sinosauropteryx lingyuanensis \| \| \| \| \| \| Sinosauropteryx prima \| \| \| \| |
|  |                                                                                         |
|  | Sinosauropteryx lingyuanensis                                                           |
|  |                                                                                         |
|  | Sinosauropteryx prima                                                                   |
|  |                                                                                         |

|  | Sinosauropteryx lingyuanensis |
|  |                               |
|  | Sinosauropteryx prima         |
|  |                               |

|  | Mirischia asymmetrica                                                               |
|  |                                                                                     |
|  | \| \| Huaxiagnathus orientalis \| \| \| \| \| \| Sinocalliopteryx gigas \| \| \| \| |
|  |                                                                                     |
|  | Huaxiagnathus orientalis                                                            |
|  |                                                                                     |
|  | Sinocalliopteryx gigas                                                              |
|  |                                                                                     |

|  | Huaxiagnathus orientalis |
|  |                          |
|  | Sinocalliopteryx gigas   |
|  |                          |

|  | Compsognathus longipes                                                                  |
|  |                                                                                         |
|  | \| \| Sinosauropteryx lingyuanensis \| \| \| \| \| \| Sinosauropteryx prima \| \| \| \| |
|  |                                                                                         |
|  | Sinosauropteryx lingyuanensis                                                           |
|  |                                                                                         |
|  | Sinosauropteryx prima                                                                   |
|  |                                                                                         |

|  | Sinosauropteryx lingyuanensis |
|  |                               |
|  | Sinosauropteryx prima         |
|  |                               |

|  | Compsognathus longipes                                                                  |
|  |                                                                                         |
|  | \| \| Sinosauropteryx lingyuanensis \| \| \| \| \| \| Sinosauropteryx prima \| \| \| \| |
|  |                                                                                         |
|  | Sinosauropteryx lingyuanensis                                                           |
|  |                                                                                         |
|  | Sinosauropteryx prima                                                                   |
|  |                                                                                         |

|  | Sinosauropteryx lingyuanensis |
|  |                               |
|  | Sinosauropteryx prima         |
|  |                               |

|  | Compsognathus longipes                                                                  |
|  |                                                                                         |
|  | \| \| Sinosauropteryx lingyuanensis \| \| \| \| \| \| Sinosauropteryx prima \| \| \| \| |
|  |                                                                                         |
|  | Sinosauropteryx lingyuanensis                                                           |
|  |                                                                                         |
|  | Sinosauropteryx prima                                                                   |
|  |                                                                                         |

|  | Sinosauropteryx lingyuanensis |
|  |                               |
|  | Sinosauropteryx prima         |
|  |                               |

|  | Compsognathus longipes                                                                  |
|  |                                                                                         |
|  | \| \| Sinosauropteryx lingyuanensis \| \| \| \| \| \| Sinosauropteryx prima \| \| \| \| |
|  |                                                                                         |
|  | Sinosauropteryx lingyuanensis                                                           |
|  |                                                                                         |
|  | Sinosauropteryx prima                                                                   |
|  |                                                                                         |

|  | Sinosauropteryx lingyuanensis |
|  |                               |
|  | Sinosauropteryx prima         |
|  |                               |

|  | \| \| Ornithomimosauria \| \| \| \| \| \| Maniraptora \| \| \| \| |
|  |                                                                   |
|  | Ornithomimosauria                                                 |
|  |                                                                   |
|  | Maniraptora                                                       |
|  |                                                                   |

|  | Ornithomimosauria |
|  |                   |
|  | Maniraptora       |
|  |                   |

|  | Mirischia asymmetrica                                                               |
|  |                                                                                     |
|  | \| \| Huaxiagnathus orientalis \| \| \| \| \| \| Sinocalliopteryx gigas \| \| \| \| |
|  |                                                                                     |
|  | Huaxiagnathus orientalis                                                            |
|  |                                                                                     |
|  | Sinocalliopteryx gigas                                                              |
|  |                                                                                     |

|  | Huaxiagnathus orientalis |
|  |                          |
|  | Sinocalliopteryx gigas   |
|  |                          |

|  | Compsognathus longipes                                                                  |
|  |                                                                                         |
|  | \| \| Sinosauropteryx lingyuanensis \| \| \| \| \| \| Sinosauropteryx prima \| \| \| \| |
|  |                                                                                         |
|  | Sinosauropteryx lingyuanensis                                                           |
|  |                                                                                         |
|  | Sinosauropteryx prima                                                                   |
|  |                                                                                         |

|  | Sinosauropteryx lingyuanensis |
|  |                               |
|  | Sinosauropteryx prima         |
|  |                               |

|  | Compsognathus longipes                                                                  |
|  |                                                                                         |
|  | \| \| Sinosauropteryx lingyuanensis \| \| \| \| \| \| Sinosauropteryx prima \| \| \| \| |
|  |                                                                                         |
|  | Sinosauropteryx lingyuanensis                                                           |
|  |                                                                                         |
|  | Sinosauropteryx prima                                                                   |
|  |                                                                                         |

|  | Sinosauropteryx lingyuanensis |
|  |                               |
|  | Sinosauropteryx prima         |
|  |                               |

|  | Compsognathus longipes                                                                  |
|  |                                                                                         |
|  | \| \| Sinosauropteryx lingyuanensis \| \| \| \| \| \| Sinosauropteryx prima \| \| \| \| |
|  |                                                                                         |
|  | Sinosauropteryx lingyuanensis                                                           |
|  |                                                                                         |
|  | Sinosauropteryx prima                                                                   |
|  |                                                                                         |

|  | Sinosauropteryx lingyuanensis |
|  |                               |
|  | Sinosauropteryx prima         |
|  |                               |

|  | Compsognathus longipes                                                                  |
|  |                                                                                         |
|  | \| \| Sinosauropteryx lingyuanensis \| \| \| \| \| \| Sinosauropteryx prima \| \| \| \| |
|  |                                                                                         |
|  | Sinosauropteryx lingyuanensis                                                           |
|  |                                                                                         |
|  | Sinosauropteryx prima                                                                   |
|  |                                                                                         |

|  | Sinosauropteryx lingyuanensis |
|  |                               |
|  | Sinosauropteryx prima         |
|  |                               |

|  | Mirischia asymmetrica                                                               |
|  |                                                                                     |
|  | \| \| Huaxiagnathus orientalis \| \| \| \| \| \| Sinocalliopteryx gigas \| \| \| \| |
|  |                                                                                     |
|  | Huaxiagnathus orientalis                                                            |
|  |                                                                                     |
|  | Sinocalliopteryx gigas                                                              |
|  |                                                                                     |

|  | Huaxiagnathus orientalis |
|  |                          |
|  | Sinocalliopteryx gigas   |
|  |                          |

|  | Compsognathus longipes                                                                  |
|  |                                                                                         |
|  | \| \| Sinosauropteryx lingyuanensis \| \| \| \| \| \| Sinosauropteryx prima \| \| \| \| |
|  |                                                                                         |
|  | Sinosauropteryx lingyuanensis                                                           |
|  |                                                                                         |
|  | Sinosauropteryx prima                                                                   |
|  |                                                                                         |

|  | Sinosauropteryx lingyuanensis |
|  |                               |
|  | Sinosauropteryx prima         |
|  |                               |

|  | Compsognathus longipes                                                                  |
|  |                                                                                         |
|  | \| \| Sinosauropteryx lingyuanensis \| \| \| \| \| \| Sinosauropteryx prima \| \| \| \| |
|  |                                                                                         |
|  | Sinosauropteryx lingyuanensis                                                           |
|  |                                                                                         |
|  | Sinosauropteryx prima                                                                   |
|  |                                                                                         |

|  | Sinosauropteryx lingyuanensis |
|  |                               |
|  | Sinosauropteryx prima         |
|  |                               |

|  | Compsognathus longipes                                                                  |
|  |                                                                                         |
|  | \| \| Sinosauropteryx lingyuanensis \| \| \| \| \| \| Sinosauropteryx prima \| \| \| \| |
|  |                                                                                         |
|  | Sinosauropteryx lingyuanensis                                                           |
|  |                                                                                         |
|  | Sinosauropteryx prima                                                                   |
|  |                                                                                         |

|  | Sinosauropteryx lingyuanensis |
|  |                               |
|  | Sinosauropteryx prima         |
|  |                               |

|  | Compsognathus longipes                                                                  |
|  |                                                                                         |
|  | \| \| Sinosauropteryx lingyuanensis \| \| \| \| \| \| Sinosauropteryx prima \| \| \| \| |
|  |                                                                                         |
|  | Sinosauropteryx lingyuanensis                                                           |
|  |                                                                                         |
|  | Sinosauropteryx prima                                                                   |
|  |                                                                                         |

|  | Sinosauropteryx lingyuanensis |
|  |                               |
|  | Sinosauropteryx prima         |
|  |                               |

|  | \| \| Ornithomimosauria \| \| \| \| \| \| Maniraptora \| \| \| \| |
|  |                                                                   |
|  | Ornithomimosauria                                                 |
|  |                                                                   |
|  | Maniraptora                                                       |
|  |                                                                   |

|  | Ornithomimosauria |
|  |                   |
|  | Maniraptora       |
|  |                   |

|  | Mirischia asymmetrica                                                               |
|  |                                                                                     |
|  | \| \| Huaxiagnathus orientalis \| \| \| \| \| \| Sinocalliopteryx gigas \| \| \| \| |
|  |                                                                                     |
|  | Huaxiagnathus orientalis                                                            |
|  |                                                                                     |
|  | Sinocalliopteryx gigas                                                              |
|  |                                                                                     |

|  | Huaxiagnathus orientalis |
|  |                          |
|  | Sinocalliopteryx gigas   |
|  |                          |

|  | Compsognathus longipes                                                                  |
|  |                                                                                         |
|  | \| \| Sinosauropteryx lingyuanensis \| \| \| \| \| \| Sinosauropteryx prima \| \| \| \| |
|  |                                                                                         |
|  | Sinosauropteryx lingyuanensis                                                           |
|  |                                                                                         |
|  | Sinosauropteryx prima                                                                   |
|  |                                                                                         |

|  | Sinosauropteryx lingyuanensis |
|  |                               |
|  | Sinosauropteryx prima         |
|  |                               |

|  | Compsognathus longipes                                                                  |
|  |                                                                                         |
|  | \| \| Sinosauropteryx lingyuanensis \| \| \| \| \| \| Sinosauropteryx prima \| \| \| \| |
|  |                                                                                         |
|  | Sinosauropteryx lingyuanensis                                                           |
|  |                                                                                         |
|  | Sinosauropteryx prima                                                                   |
|  |                                                                                         |

|  | Sinosauropteryx lingyuanensis |
|  |                               |
|  | Sinosauropteryx prima         |
|  |                               |

|  | Compsognathus longipes                                                                  |
|  |                                                                                         |
|  | \| \| Sinosauropteryx lingyuanensis \| \| \| \| \| \| Sinosauropteryx prima \| \| \| \| |
|  |                                                                                         |
|  | Sinosauropteryx lingyuanensis                                                           |
|  |                                                                                         |
|  | Sinosauropteryx prima                                                                   |
|  |                                                                                         |

|  | Sinosauropteryx lingyuanensis |
|  |                               |
|  | Sinosauropteryx prima         |
|  |                               |

|  | Compsognathus longipes                                                                  |
|  |                                                                                         |
|  | \| \| Sinosauropteryx lingyuanensis \| \| \| \| \| \| Sinosauropteryx prima \| \| \| \| |
|  |                                                                                         |
|  | Sinosauropteryx lingyuanensis                                                           |
|  |                                                                                         |
|  | Sinosauropteryx prima                                                                   |
|  |                                                                                         |

|  | Sinosauropteryx lingyuanensis |
|  |                               |
|  | Sinosauropteryx prima         |
|  |                               |

|  | Mirischia asymmetrica                                                               |
|  |                                                                                     |
|  | \| \| Huaxiagnathus orientalis \| \| \| \| \| \| Sinocalliopteryx gigas \| \| \| \| |
|  |                                                                                     |
|  | Huaxiagnathus orientalis                                                            |
|  |                                                                                     |
|  | Sinocalliopteryx gigas                                                              |
|  |                                                                                     |

|  | Huaxiagnathus orientalis |
|  |                          |
|  | Sinocalliopteryx gigas   |
|  |                          |

|  | Compsognathus longipes                                                                  |
|  |                                                                                         |
|  | \| \| Sinosauropteryx lingyuanensis \| \| \| \| \| \| Sinosauropteryx prima \| \| \| \| |
|  |                                                                                         |
|  | Sinosauropteryx lingyuanensis                                                           |
|  |                                                                                         |
|  | Sinosauropteryx prima                                                                   |
|  |                                                                                         |

|  | Sinosauropteryx lingyuanensis |
|  |                               |
|  | Sinosauropteryx prima         |
|  |                               |

|  | Compsognathus longipes                                                                  |
|  |                                                                                         |
|  | \| \| Sinosauropteryx lingyuanensis \| \| \| \| \| \| Sinosauropteryx prima \| \| \| \| |
|  |                                                                                         |
|  | Sinosauropteryx lingyuanensis                                                           |
|  |                                                                                         |
|  | Sinosauropteryx prima                                                                   |
|  |                                                                                         |

|  | Sinosauropteryx lingyuanensis |
|  |                               |
|  | Sinosauropteryx prima         |
|  |                               |

|  | Compsognathus longipes                                                                  |
|  |                                                                                         |
|  | \| \| Sinosauropteryx lingyuanensis \| \| \| \| \| \| Sinosauropteryx prima \| \| \| \| |
|  |                                                                                         |
|  | Sinosauropteryx lingyuanensis                                                           |
|  |                                                                                         |
|  | Sinosauropteryx prima                                                                   |
|  |                                                                                         |

|  | Sinosauropteryx lingyuanensis |
|  |                               |
|  | Sinosauropteryx prima         |
|  |                               |

|  | Compsognathus longipes                                                                  |
|  |                                                                                         |
|  | \| \| Sinosauropteryx lingyuanensis \| \| \| \| \| \| Sinosauropteryx prima \| \| \| \| |
|  |                                                                                         |
|  | Sinosauropteryx lingyuanensis                                                           |
|  |                                                                                         |
|  | Sinosauropteryx prima                                                                   |
|  |                                                                                         |

|  | Sinosauropteryx lingyuanensis |
|  |                               |
|  | Sinosauropteryx prima         |
|  |                               |

|  | \| \| Ornithomimosauria \| \| \| \| \| \| Maniraptora \| \| \| \| |
|  |                                                                   |
|  | Ornithomimosauria                                                 |
|  |                                                                   |
|  | Maniraptora                                                       |
|  |                                                                   |

|  | Ornithomimosauria |
|  |                   |
|  | Maniraptora       |
|  |                   |

|  | Mirischia asymmetrica                                                               |
|  |                                                                                     |
|  | \| \| Huaxiagnathus orientalis \| \| \| \| \| \| Sinocalliopteryx gigas \| \| \| \| |
|  |                                                                                     |
|  | Huaxiagnathus orientalis                                                            |
|  |                                                                                     |
|  | Sinocalliopteryx gigas                                                              |
|  |                                                                                     |

|  | Huaxiagnathus orientalis |
|  |                          |
|  | Sinocalliopteryx gigas   |
|  |                          |

|  | Compsognathus longipes                                                                  |
|  |                                                                                         |
|  | \| \| Sinosauropteryx lingyuanensis \| \| \| \| \| \| Sinosauropteryx prima \| \| \| \| |
|  |                                                                                         |
|  | Sinosauropteryx lingyuanensis                                                           |
|  |                                                                                         |
|  | Sinosauropteryx prima                                                                   |
|  |                                                                                         |

|  | Sinosauropteryx lingyuanensis |
|  |                               |
|  | Sinosauropteryx prima         |
|  |                               |

|  | Compsognathus longipes                                                                  |
|  |                                                                                         |
|  | \| \| Sinosauropteryx lingyuanensis \| \| \| \| \| \| Sinosauropteryx prima \| \| \| \| |
|  |                                                                                         |
|  | Sinosauropteryx lingyuanensis                                                           |
|  |                                                                                         |
|  | Sinosauropteryx prima                                                                   |
|  |                                                                                         |

|  | Sinosauropteryx lingyuanensis |
|  |                               |
|  | Sinosauropteryx prima         |
|  |                               |

|  | Compsognathus longipes                                                                  |
|  |                                                                                         |
|  | \| \| Sinosauropteryx lingyuanensis \| \| \| \| \| \| Sinosauropteryx prima \| \| \| \| |
|  |                                                                                         |
|  | Sinosauropteryx lingyuanensis                                                           |
|  |                                                                                         |
|  | Sinosauropteryx prima                                                                   |
|  |                                                                                         |

|  | Sinosauropteryx lingyuanensis |
|  |                               |
|  | Sinosauropteryx prima         |
|  |                               |

|  | Compsognathus longipes                                                                  |
|  |                                                                                         |
|  | \| \| Sinosauropteryx lingyuanensis \| \| \| \| \| \| Sinosauropteryx prima \| \| \| \| |
|  |                                                                                         |
|  | Sinosauropteryx lingyuanensis                                                           |
|  |                                                                                         |
|  | Sinosauropteryx prima                                                                   |
|  |                                                                                         |

|  | Sinosauropteryx lingyuanensis |
|  |                               |
|  | Sinosauropteryx prima         |
|  |                               |

|  | Mirischia asymmetrica                                                               |
|  |                                                                                     |
|  | \| \| Huaxiagnathus orientalis \| \| \| \| \| \| Sinocalliopteryx gigas \| \| \| \| |
|  |                                                                                     |
|  | Huaxiagnathus orientalis                                                            |
|  |                                                                                     |
|  | Sinocalliopteryx gigas                                                              |
|  |                                                                                     |

|  | Huaxiagnathus orientalis |
|  |                          |
|  | Sinocalliopteryx gigas   |
|  |                          |

|  | Compsognathus longipes                                                                  |
|  |                                                                                         |
|  | \| \| Sinosauropteryx lingyuanensis \| \| \| \| \| \| Sinosauropteryx prima \| \| \| \| |
|  |                                                                                         |
|  | Sinosauropteryx lingyuanensis                                                           |
|  |                                                                                         |
|  | Sinosauropteryx prima                                                                   |
|  |                                                                                         |

|  | Sinosauropteryx lingyuanensis |
|  |                               |
|  | Sinosauropteryx prima         |
|  |                               |

|  | Compsognathus longipes                                                                  |
|  |                                                                                         |
|  | \| \| Sinosauropteryx lingyuanensis \| \| \| \| \| \| Sinosauropteryx prima \| \| \| \| |
|  |                                                                                         |
|  | Sinosauropteryx lingyuanensis                                                           |
|  |                                                                                         |
|  | Sinosauropteryx prima                                                                   |
|  |                                                                                         |

|  | Sinosauropteryx lingyuanensis |
|  |                               |
|  | Sinosauropteryx prima         |
|  |                               |

|  | Compsognathus longipes                                                                  |
|  |                                                                                         |
|  | \| \| Sinosauropteryx lingyuanensis \| \| \| \| \| \| Sinosauropteryx prima \| \| \| \| |
|  |                                                                                         |
|  | Sinosauropteryx lingyuanensis                                                           |
|  |                                                                                         |
|  | Sinosauropteryx prima                                                                   |
|  |                                                                                         |

|  | Sinosauropteryx lingyuanensis |
|  |                               |
|  | Sinosauropteryx prima         |
|  |                               |

|  | Compsognathus longipes                                                                  |
|  |                                                                                         |
|  | \| \| Sinosauropteryx lingyuanensis \| \| \| \| \| \| Sinosauropteryx prima \| \| \| \| |
|  |                                                                                         |
|  | Sinosauropteryx lingyuanensis                                                           |
|  |                                                                                         |
|  | Sinosauropteryx prima                                                                   |
|  |                                                                                         |

|  | Sinosauropteryx lingyuanensis |
|  |                               |
|  | Sinosauropteryx prima         |
|  |                               |

|  | \| \| Ornithomimosauria \| \| \| \| \| \| Maniraptora \| \| \| \| |
|  |                                                                   |
|  | Ornithomimosauria                                                 |
|  |                                                                   |
|  | Maniraptora                                                       |
|  |                                                                   |

|  | Ornithomimosauria |
|  |                   |
|  | Maniraptora       |
|  |                   |

|  | Mirischia asymmetrica                                                               |
|  |                                                                                     |
|  | \| \| Huaxiagnathus orientalis \| \| \| \| \| \| Sinocalliopteryx gigas \| \| \| \| |
|  |                                                                                     |
|  | Huaxiagnathus orientalis                                                            |
|  |                                                                                     |
|  | Sinocalliopteryx gigas                                                              |
|  |                                                                                     |

|  | Huaxiagnathus orientalis |
|  |                          |
|  | Sinocalliopteryx gigas   |
|  |                          |

|  | Compsognathus longipes                                                                  |
|  |                                                                                         |
|  | \| \| Sinosauropteryx lingyuanensis \| \| \| \| \| \| Sinosauropteryx prima \| \| \| \| |
|  |                                                                                         |
|  | Sinosauropteryx lingyuanensis                                                           |
|  |                                                                                         |
|  | Sinosauropteryx prima                                                                   |
|  |                                                                                         |

|  | Sinosauropteryx lingyuanensis |
|  |                               |
|  | Sinosauropteryx prima         |
|  |                               |

|  | Compsognathus longipes                                                                  |
|  |                                                                                         |
|  | \| \| Sinosauropteryx lingyuanensis \| \| \| \| \| \| Sinosauropteryx prima \| \| \| \| |
|  |                                                                                         |
|  | Sinosauropteryx lingyuanensis                                                           |
|  |                                                                                         |
|  | Sinosauropteryx prima                                                                   |
|  |                                                                                         |

|  | Sinosauropteryx lingyuanensis |
|  |                               |
|  | Sinosauropteryx prima         |
|  |                               |

|  | Compsognathus longipes                                                                  |
|  |                                                                                         |
|  | \| \| Sinosauropteryx lingyuanensis \| \| \| \| \| \| Sinosauropteryx prima \| \| \| \| |
|  |                                                                                         |
|  | Sinosauropteryx lingyuanensis                                                           |
|  |                                                                                         |
|  | Sinosauropteryx prima                                                                   |
|  |                                                                                         |

|  | Sinosauropteryx lingyuanensis |
|  |                               |
|  | Sinosauropteryx prima         |
|  |                               |

|  | Compsognathus longipes                                                                  |
|  |                                                                                         |
|  | \| \| Sinosauropteryx lingyuanensis \| \| \| \| \| \| Sinosauropteryx prima \| \| \| \| |
|  |                                                                                         |
|  | Sinosauropteryx lingyuanensis                                                           |
|  |                                                                                         |
|  | Sinosauropteryx prima                                                                   |
|  |                                                                                         |

|  | Sinosauropteryx lingyuanensis |
|  |                               |
|  | Sinosauropteryx prima         |
|  |                               |

|  | Mirischia asymmetrica                                                               |
|  |                                                                                     |
|  | \| \| Huaxiagnathus orientalis \| \| \| \| \| \| Sinocalliopteryx gigas \| \| \| \| |
|  |                                                                                     |
|  | Huaxiagnathus orientalis                                                            |
|  |                                                                                     |
|  | Sinocalliopteryx gigas                                                              |
|  |                                                                                     |

|  | Huaxiagnathus orientalis |
|  |                          |
|  | Sinocalliopteryx gigas   |
|  |                          |

|  | Compsognathus longipes                                                                  |
|  |                                                                                         |
|  | \| \| Sinosauropteryx lingyuanensis \| \| \| \| \| \| Sinosauropteryx prima \| \| \| \| |
|  |                                                                                         |
|  | Sinosauropteryx lingyuanensis                                                           |
|  |                                                                                         |
|  | Sinosauropteryx prima                                                                   |
|  |                                                                                         |

|  | Sinosauropteryx lingyuanensis |
|  |                               |
|  | Sinosauropteryx prima         |
|  |                               |

|  | Compsognathus longipes                                                                  |
|  |                                                                                         |
|  | \| \| Sinosauropteryx lingyuanensis \| \| \| \| \| \| Sinosauropteryx prima \| \| \| \| |
|  |                                                                                         |
|  | Sinosauropteryx lingyuanensis                                                           |
|  |                                                                                         |
|  | Sinosauropteryx prima                                                                   |
|  |                                                                                         |

|  | Sinosauropteryx lingyuanensis |
|  |                               |
|  | Sinosauropteryx prima         |
|  |                               |

|  | Compsognathus longipes                                                                  |
|  |                                                                                         |
|  | \| \| Sinosauropteryx lingyuanensis \| \| \| \| \| \| Sinosauropteryx prima \| \| \| \| |
|  |                                                                                         |
|  | Sinosauropteryx lingyuanensis                                                           |
|  |                                                                                         |
|  | Sinosauropteryx prima                                                                   |
|  |                                                                                         |

|  | Sinosauropteryx lingyuanensis |
|  |                               |
|  | Sinosauropteryx prima         |
|  |                               |

|  | Compsognathus longipes                                                                  |
|  |                                                                                         |
|  | \| \| Sinosauropteryx lingyuanensis \| \| \| \| \| \| Sinosauropteryx prima \| \| \| \| |
|  |                                                                                         |
|  | Sinosauropteryx lingyuanensis                                                           |
|  |                                                                                         |
|  | Sinosauropteryx prima                                                                   |
|  |                                                                                         |

|  | Sinosauropteryx lingyuanensis |
|  |                               |
|  | Sinosauropteryx prima         |
|  |                               |

|  | \| \| Ornithomimosauria \| \| \| \| \| \| Maniraptora \| \| \| \| |
|  |                                                                   |
|  | Ornithomimosauria                                                 |
|  |                                                                   |
|  | Maniraptora                                                       |
|  |                                                                   |

|  | Ornithomimosauria |
|  |                   |
|  | Maniraptora       |
|  |                   |

|  | Mirischia asymmetrica                                                               |
|  |                                                                                     |
|  | \| \| Huaxiagnathus orientalis \| \| \| \| \| \| Sinocalliopteryx gigas \| \| \| \| |
|  |                                                                                     |
|  | Huaxiagnathus orientalis                                                            |
|  |                                                                                     |
|  | Sinocalliopteryx gigas                                                              |
|  |                                                                                     |

|  | Huaxiagnathus orientalis |
|  |                          |
|  | Sinocalliopteryx gigas   |
|  |                          |

|  | Compsognathus longipes                                                                  |
|  |                                                                                         |
|  | \| \| Sinosauropteryx lingyuanensis \| \| \| \| \| \| Sinosauropteryx prima \| \| \| \| |
|  |                                                                                         |
|  | Sinosauropteryx lingyuanensis                                                           |
|  |                                                                                         |
|  | Sinosauropteryx prima                                                                   |
|  |                                                                                         |

|  | Sinosauropteryx lingyuanensis |
|  |                               |
|  | Sinosauropteryx prima         |
|  |                               |

|  | Compsognathus longipes                                                                  |
|  |                                                                                         |
|  | \| \| Sinosauropteryx lingyuanensis \| \| \| \| \| \| Sinosauropteryx prima \| \| \| \| |
|  |                                                                                         |
|  | Sinosauropteryx lingyuanensis                                                           |
|  |                                                                                         |
|  | Sinosauropteryx prima                                                                   |
|  |                                                                                         |

|  | Sinosauropteryx lingyuanensis |
|  |                               |
|  | Sinosauropteryx prima         |
|  |                               |

|  | Compsognathus longipes                                                                  |
|  |                                                                                         |
|  | \| \| Sinosauropteryx lingyuanensis \| \| \| \| \| \| Sinosauropteryx prima \| \| \| \| |
|  |                                                                                         |
|  | Sinosauropteryx lingyuanensis                                                           |
|  |                                                                                         |
|  | Sinosauropteryx prima                                                                   |
|  |                                                                                         |

|  | Sinosauropteryx lingyuanensis |
|  |                               |
|  | Sinosauropteryx prima         |
|  |                               |

|  | Compsognathus longipes                                                                  |
|  |                                                                                         |
|  | \| \| Sinosauropteryx lingyuanensis \| \| \| \| \| \| Sinosauropteryx prima \| \| \| \| |
|  |                                                                                         |
|  | Sinosauropteryx lingyuanensis                                                           |
|  |                                                                                         |
|  | Sinosauropteryx prima                                                                   |
|  |                                                                                         |

|  | Sinosauropteryx lingyuanensis |
|  |                               |
|  | Sinosauropteryx prima         |
|  |                               |

|  | Mirischia asymmetrica                                                               |
|  |                                                                                     |
|  | \| \| Huaxiagnathus orientalis \| \| \| \| \| \| Sinocalliopteryx gigas \| \| \| \| |
|  |                                                                                     |
|  | Huaxiagnathus orientalis                                                            |
|  |                                                                                     |
|  | Sinocalliopteryx gigas                                                              |
|  |                                                                                     |

|  | Huaxiagnathus orientalis |
|  |                          |
|  | Sinocalliopteryx gigas   |
|  |                          |

|  | Compsognathus longipes                                                                  |
|  |                                                                                         |
|  | \| \| Sinosauropteryx lingyuanensis \| \| \| \| \| \| Sinosauropteryx prima \| \| \| \| |
|  |                                                                                         |
|  | Sinosauropteryx lingyuanensis                                                           |
|  |                                                                                         |
|  | Sinosauropteryx prima                                                                   |
|  |                                                                                         |

|  | Sinosauropteryx lingyuanensis |
|  |                               |
|  | Sinosauropteryx prima         |
|  |                               |

|  | Compsognathus longipes                                                                  |
|  |                                                                                         |
|  | \| \| Sinosauropteryx lingyuanensis \| \| \| \| \| \| Sinosauropteryx prima \| \| \| \| |
|  |                                                                                         |
|  | Sinosauropteryx lingyuanensis                                                           |
|  |                                                                                         |
|  | Sinosauropteryx prima                                                                   |
|  |                                                                                         |

|  | Sinosauropteryx lingyuanensis |
|  |                               |
|  | Sinosauropteryx prima         |
|  |                               |

|  | Compsognathus longipes                                                                  |
|  |                                                                                         |
|  | \| \| Sinosauropteryx lingyuanensis \| \| \| \| \| \| Sinosauropteryx prima \| \| \| \| |
|  |                                                                                         |
|  | Sinosauropteryx lingyuanensis                                                           |
|  |                                                                                         |
|  | Sinosauropteryx prima                                                                   |
|  |                                                                                         |

|  | Sinosauropteryx lingyuanensis |
|  |                               |
|  | Sinosauropteryx prima         |
|  |                               |

|  | Compsognathus longipes                                                                  |
|  |                                                                                         |
|  | \| \| Sinosauropteryx lingyuanensis \| \| \| \| \| \| Sinosauropteryx prima \| \| \| \| |
|  |                                                                                         |
|  | Sinosauropteryx lingyuanensis                                                           |
|  |                                                                                         |
|  | Sinosauropteryx prima                                                                   |
|  |                                                                                         |

|  | Sinosauropteryx lingyuanensis |
|  |                               |
|  | Sinosauropteryx prima         |
|  |                               |

|  | \| \| Ornithomimosauria \| \| \| \| \| \| Maniraptora \| \| \| \| |
|  |                                                                   |
|  | Ornithomimosauria                                                 |
|  |                                                                   |
|  | Maniraptora                                                       |
|  |                                                                   |

|  | Ornithomimosauria |
|  |                   |
|  | Maniraptora       |
|  |                   |

|  | Mirischia asymmetrica                                                               |
|  |                                                                                     |
|  | \| \| Huaxiagnathus orientalis \| \| \| \| \| \| Sinocalliopteryx gigas \| \| \| \| |
|  |                                                                                     |
|  | Huaxiagnathus orientalis                                                            |
|  |                                                                                     |
|  | Sinocalliopteryx gigas                                                              |
|  |                                                                                     |

|  | Huaxiagnathus orientalis |
|  |                          |
|  | Sinocalliopteryx gigas   |
|  |                          |

|  | Compsognathus longipes                                                                  |
|  |                                                                                         |
|  | \| \| Sinosauropteryx lingyuanensis \| \| \| \| \| \| Sinosauropteryx prima \| \| \| \| |
|  |                                                                                         |
|  | Sinosauropteryx lingyuanensis                                                           |
|  |                                                                                         |
|  | Sinosauropteryx prima                                                                   |
|  |                                                                                         |

|  | Sinosauropteryx lingyuanensis |
|  |                               |
|  | Sinosauropteryx prima         |
|  |                               |

|  | Compsognathus longipes                                                                  |
|  |                                                                                         |
|  | \| \| Sinosauropteryx lingyuanensis \| \| \| \| \| \| Sinosauropteryx prima \| \| \| \| |
|  |                                                                                         |
|  | Sinosauropteryx lingyuanensis                                                           |
|  |                                                                                         |
|  | Sinosauropteryx prima                                                                   |
|  |                                                                                         |

|  | Sinosauropteryx lingyuanensis |
|  |                               |
|  | Sinosauropteryx prima         |
|  |                               |

|  | Compsognathus longipes                                                                  |
|  |                                                                                         |
|  | \| \| Sinosauropteryx lingyuanensis \| \| \| \| \| \| Sinosauropteryx prima \| \| \| \| |
|  |                                                                                         |
|  | Sinosauropteryx lingyuanensis                                                           |
|  |                                                                                         |
|  | Sinosauropteryx prima                                                                   |
|  |                                                                                         |

|  | Sinosauropteryx lingyuanensis |
|  |                               |
|  | Sinosauropteryx prima         |
|  |                               |

|  | Compsognathus longipes                                                                  |
|  |                                                                                         |
|  | \| \| Sinosauropteryx lingyuanensis \| \| \| \| \| \| Sinosauropteryx prima \| \| \| \| |
|  |                                                                                         |
|  | Sinosauropteryx lingyuanensis                                                           |
|  |                                                                                         |
|  | Sinosauropteryx prima                                                                   |
|  |                                                                                         |

|  | Sinosauropteryx lingyuanensis |
|  |                               |
|  | Sinosauropteryx prima         |
|  |                               |

|  | Mirischia asymmetrica                                                               |
|  |                                                                                     |
|  | \| \| Huaxiagnathus orientalis \| \| \| \| \| \| Sinocalliopteryx gigas \| \| \| \| |
|  |                                                                                     |
|  | Huaxiagnathus orientalis                                                            |
|  |                                                                                     |
|  | Sinocalliopteryx gigas                                                              |
|  |                                                                                     |

|  | Huaxiagnathus orientalis |
|  |                          |
|  | Sinocalliopteryx gigas   |
|  |                          |

|  | Compsognathus longipes                                                                  |
|  |                                                                                         |
|  | \| \| Sinosauropteryx lingyuanensis \| \| \| \| \| \| Sinosauropteryx prima \| \| \| \| |
|  |                                                                                         |
|  | Sinosauropteryx lingyuanensis                                                           |
|  |                                                                                         |
|  | Sinosauropteryx prima                                                                   |
|  |                                                                                         |

|  | Sinosauropteryx lingyuanensis |
|  |                               |
|  | Sinosauropteryx prima         |
|  |                               |

|  | Compsognathus longipes                                                                  |
|  |                                                                                         |
|  | \| \| Sinosauropteryx lingyuanensis \| \| \| \| \| \| Sinosauropteryx prima \| \| \| \| |
|  |                                                                                         |
|  | Sinosauropteryx lingyuanensis                                                           |
|  |                                                                                         |
|  | Sinosauropteryx prima                                                                   |
|  |                                                                                         |

|  | Sinosauropteryx lingyuanensis |
|  |                               |
|  | Sinosauropteryx prima         |
|  |                               |

|  | Compsognathus longipes                                                                  |
|  |                                                                                         |
|  | \| \| Sinosauropteryx lingyuanensis \| \| \| \| \| \| Sinosauropteryx prima \| \| \| \| |
|  |                                                                                         |
|  | Sinosauropteryx lingyuanensis                                                           |
|  |                                                                                         |
|  | Sinosauropteryx prima                                                                   |
|  |                                                                                         |

|  | Sinosauropteryx lingyuanensis |
|  |                               |
|  | Sinosauropteryx prima         |
|  |                               |

|  | Compsognathus longipes                                                                  |
|  |                                                                                         |
|  | \| \| Sinosauropteryx lingyuanensis \| \| \| \| \| \| Sinosauropteryx prima \| \| \| \| |
|  |                                                                                         |
|  | Sinosauropteryx lingyuanensis                                                           |
|  |                                                                                         |
|  | Sinosauropteryx prima                                                                   |
|  |                                                                                         |

|  | Sinosauropteryx lingyuanensis |
|  |                               |
|  | Sinosauropteryx prima         |
|  |                               |

|  | \| \| Ornithomimosauria \| \| \| \| \| \| Maniraptora \| \| \| \| |
|  |                                                                   |
|  | Ornithomimosauria                                                 |
|  |                                                                   |
|  | Maniraptora                                                       |
|  |                                                                   |

|  | Ornithomimosauria |
|  |                   |
|  | Maniraptora       |
|  |                   |

## Paleoecologia
Diversi frammenti di ossa di mammiferi, tra cui euteri ed eutriconodonti, sono stati trovati nella regione della cavità addominale di Huadanosaurus. Sulla base delle condizioni disarticolate ma associate e ben conservate dei resti dei mammiferi, è probabile che gli individui siano stati inghiottiti interi. Ciò implica ulteriormente che gli individui di Huadanosaurus non erano in grado di afferrare saldamente con le mani per strappare o mordere le proprie prede. La maggior parte dei mammiferi mesozoici era probabilmente notturna, il che suggerisce che lo fosse anche Huadanosaurus, siccome non possediamo un anello sclerotico per il confronto.